# Rotenburg an der Fulda
Rotenburg an der Fulda (amtlich: Rotenburg a. d. Fulda) ist eine Kleinstadt im Nordosten von Hessen und liegt am Fluss Fulda im Landkreis Hersfeld-Rotenburg.

## Geographie

### Geographische Lage
Die Stadt liegt südlich des Stölzinger Gebirges im engsten Bereich des Fuldatales. Der tiefste Punkt liegt mit 180 m ü. NHN im Bereich der zwei Fuldabrücken („Alte Fuldabrücke“ und „Brücke der Städtepartnerschaften“). Der höchste Punkt ist der 548,7 m ü. NHN hohe Alheimer, der auf der Gemarkungsgrenze zwischen der Stadt und der Gemeinde Alheim liegt.
Nahegelegene Städte sind Bebra etwa 6 km südöstlich und Bad Hersfeld etwa 16 km im Süden. Die nächsten größeren Städte sind das etwa 50 km nördlich gelegene Kassel und das etwa 60 km südlich gelegene Fulda.

### Nachbargemeinden
Die angrenzenden Gemeinden sind, von Norden beginnend, Alheim, Spangenberg, Cornberg, Bebra und Ludwigsau. Auf der sogenannten „Stölzinger Höhe“, im Nordosten oberhalb des Stadtteiles Dankerode hat Rotenburg eine gemeinsame Grenze mit der Stadt Waldkappel.

### Stadtgliederung
Die Kernstadt liegt beiderseits der Fulda, verbunden durch vier Brücken. Davon ist die Brücke der Städtepartnerschaften die einzige vollwertige Straßenbrücke. Auch die Altstadt besteht aus zwei Teilen, verbunden nur durch die nahe dem Schloss gelegene Alte Fuldabrücke, die dem Radfahrer-, Fußgänger- und Anlieger-Verkehr dient. Die anderen beiden Brücken liegen in den Stadtrandbereichen und sind reine Fußgängerbrücken. Zu Rotenburg zählen die Stadtteile Lispenhausen, Braach, Schwarzenhasel, Erkshausen, Seifertshausen, Dankerode, Atzelrode (mit Gut Alte Teich und Wüstefeld) und Mündershausen.

## Geschichte

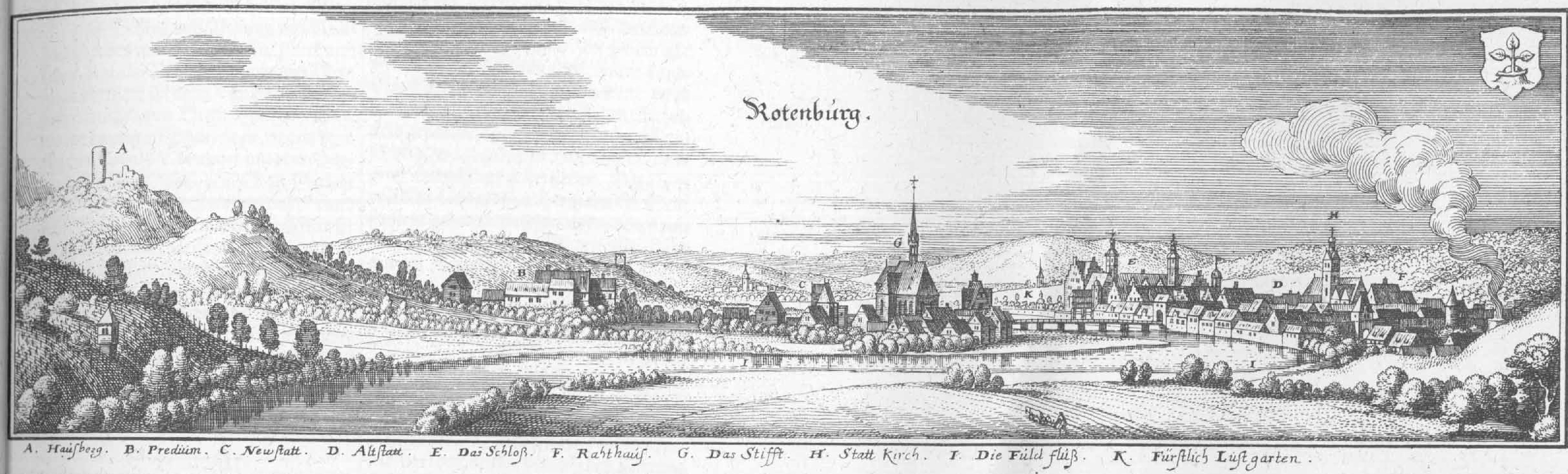
Rotenburg auf einem Stich von Matthäus Merian von 1655; ganz links der Bergfried der Burg Rodenberg

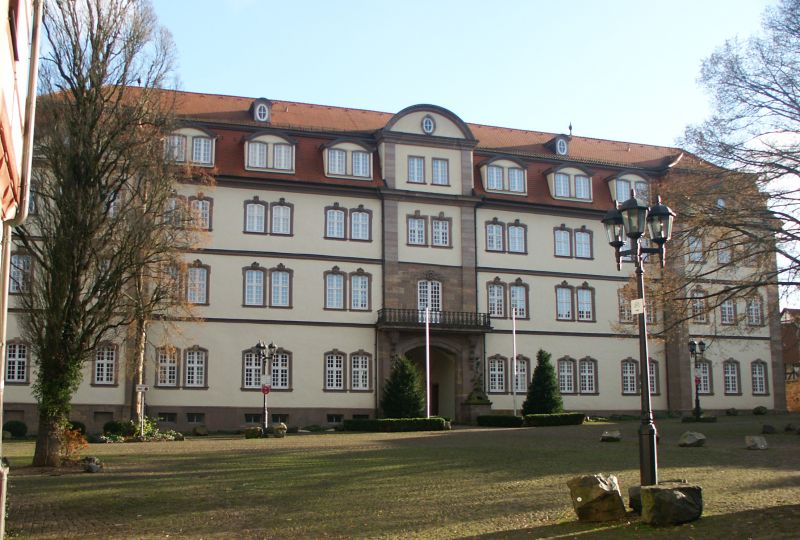
Landgrafenschloss in Rotenburg, Frontansicht des Zentralbaus

### Mittelalter

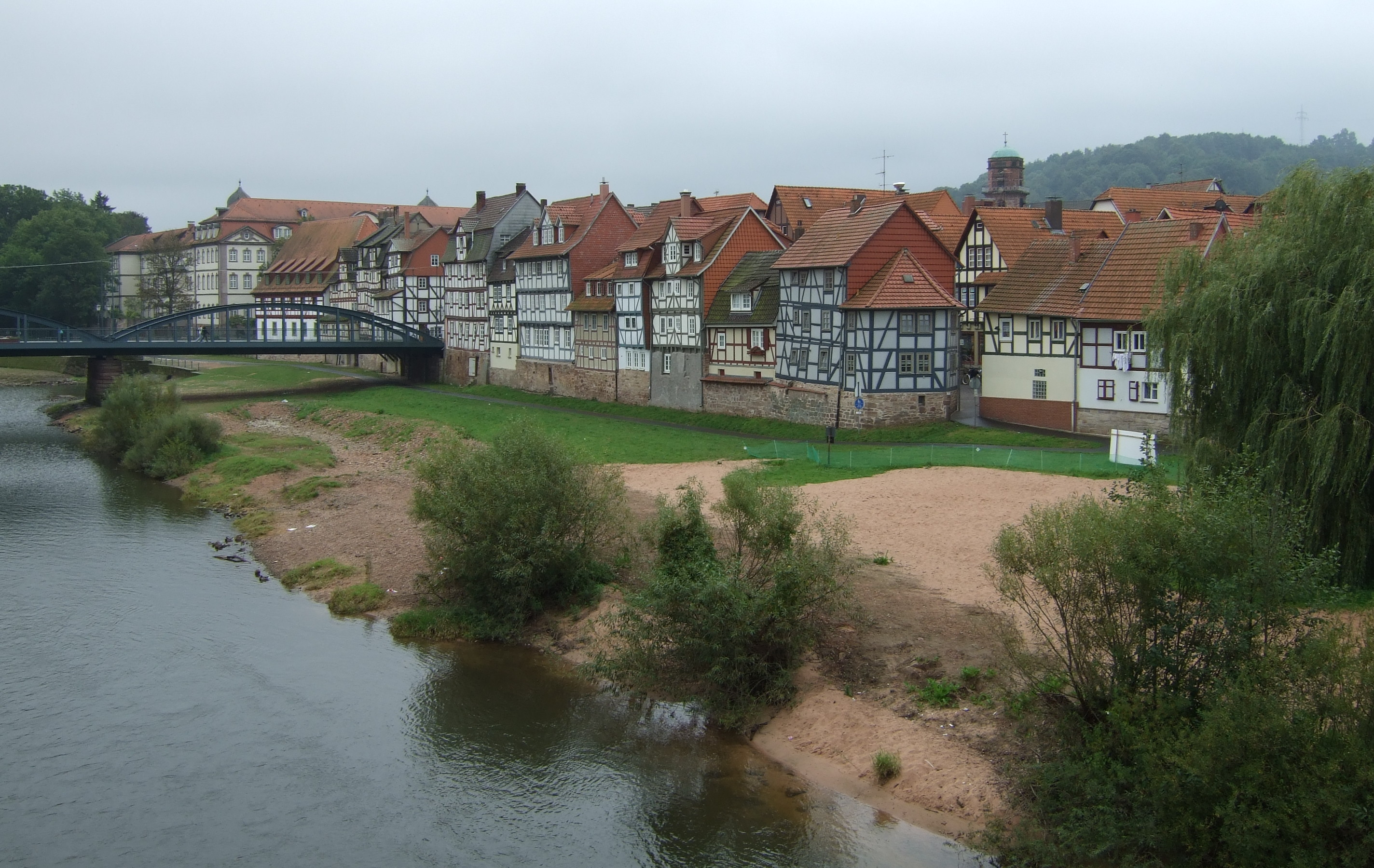
Historische Häuserzeile in Rotenburg an der Fulda

Im Güterverzeichnis Breviarium Sancti Lulli des Klosters Hersfeld von 769 wurden die Dörfer (heutige Stadtteile) Braach, Lispenhausen und das wüst liegende Breitingen (Gedenkstein im Bereich der Schrebergärten, Tennisplätze) das erste Mal urkundlich erwähnt. Diese Dörfer bestanden aus sechs Gutshöfen und 90 Morgen Land.
Die Gisonen waren Vögte der Abtei Hersfeld. Sie bauten eine erste Sicherungsburg im Fuldatal, als es ihnen gelang, die Vogtei in ihren Besitz zu bekommen. Um diese Burg entstand eine Siedlung. Die Thüringer Landgrafen, die nach den Gisonen durch Erbschaft in den Besitz der Vogtei kamen, erbauten auf dem Berg Alter Turm die Burg Rodenberg, die heute noch in Ruinen sichtbar ist und von deren Namen vermutlich auch der Stadtname abgeleitet wurde.
Die Siedlung am linken Fuldaufer, die heutige Altstadt, wurde bekanntermaßen erstmals 1248 als Stadt erwähnt und nach dem hessisch-thüringischen Erbfolgekrieg 1264 gehörte die Stadt zur Landgrafschaft Hessen. Die alte Talburg, auf der Seite der Altstadt, soll nach 1423 abgetragen worden sein. Im Jahre 1470 entstand das erste Schloss Rotenburg. Ein großer Stadtbrand zerstörte 1478 die Altstadt und auch das erst kurz zuvor errichtete Schloss.

### Frühe Neuzeit und 19. Jahrhundert
Von 1627 bis 1834 war Rotenburg Residenzstadt der landgräflichen Nebenlinie Hessen-Rotenburg, der sogenannten Rotenburger Quart.
1615 brannten in Braach 57 Häuser ab, und im Dreißigjährigen Krieg wurden 1637 die Stadt und das Rathaus von Soldaten aus dem Regiment Isolani niedergebrannt.
Während der Deutschen Revolution kam es 1848 in Rotenburg zu judenfeindliche Ausschreitungen. Rotenburger Bürger griffen Juden in ihrer Geschäften und Wohnungen an.
Im März 1882 wurde die Freiwillige Feuerwehr als Verein gegründet; sie erhielt im Jahr 1900 ein Feuerwehrhaus mit Schlauchturm in der Nähe der Fulda.

### 20. und 21. Jahrhundert
Während des Zweiten Weltkrieges war Rotenburg Standort eines Kriegsgefangenenlagers für Offiziere, das Oflag IX A/Z. Eine Truppführerschule des Reichsarbeitsdiensts wurde im ehemaligen Landgrafenschloss eingerichtet. Von nennenswerten Zerstörungen blieb die Stadt verschont.
Rotenburg war bis 1972 Kreisstadt des Altkreises Rotenburg; seit 1972 gehört es zum Landkreis Hersfeld-Rotenburg. 2003 erlangte die Stadt Bekanntheit durch den Kriminalfall Armin Meiwes.
Im Jahr 2004 erhielt die Stadt im Bundeswettbewerb „Unsere Stadt blüht auf“ eine Silbermedaille und im darauffolgenden Jahr 2005 eine Goldmedaille und einen Sonderpreis für die Gestaltung des renaturierten Landschaftsraumes in der Flussaue der Fulda.
Im August 2007 richtete die Freiwillige Feuerwehr der Stadt anlässlich des 125-jährigen Jubiläums ihrer Gründung den 20. Hessischen Feuerwehrtag aus.

### Eingemeindungen 1971/72
Zum 31. Dezember 1971 wurden im Zuge der Gebietsreform in Hessen die bis dahin selbständigen Gemeinden Atzelrode (mit dem Wohnplatz Wüstefeld), Braach (mit der Grundmühle) und Mündershausen auf freiwilliger Basis in die Stadt Rotenburg an der Fulda eingegliedert. Am 1. August 1972 kamen Dankerode, Erkshausen, Lispenhausen, Schwarzenhasel und Seifertshausen kraft Landesgesetz hinzu. Für diese ehemaligen Gemeinden wurden Ortsbezirke gebildet.

### Verwaltungsgeschichte im Überblick
Die folgende Liste zeigt die Staaten und Verwaltungseinheiten, denen Rotenburg an der Fulda angehört(e):

- vor 1567: Heiliges Römisches Reich, Landgrafschaft Hessen, Amt Rotenburg
- ab 1567: Heiliges Römisches Reich (bis 1806), Landgrafschaft Hessen-Kassel, Amt Rotenburg
  - 1627–1834: Landgrafschaft Hessen-Rotenburg (sogenannte Rotenburger Quart), teilsouveränes Fürstentum unter reichsrechtlicher Oberhoheit der Landgrafschaft Hessen-Kassel bzw. des Kurfürstentums Hessen
- ab 1806: Landgrafschaft Hessen-Kassel, Rotenburger Quart, Amt Rotenburg
- 1807–1813: Königreich Westphalen, Departement der Werra, Distrikt Hersfeld, Kanton Rotenburg
- ab 1815: Kurfürstentum Hessen, Rotenburger Quart, Amt Rotenburg[9]
- ab 1821: Kurfürstentum Hessen, Provinz Niederhessen, Kreis Rotenburg[10][Anm. 2]
- ab 1848: Kurfürstentum Hessen, Bezirk Hersfeld
- ab 1851: Kurfürstentum Hessen, Provinz Niederhessen, Kreis Rotenburg
- ab 1867: Königreich Preußen, Provinz Hessen-Nassau, Regierungsbezirk Kassel, Kreis Rotenburg
- ab 1871: Deutsches Reich, Königreich Preußen, Provinz Hessen-Nassau, Regierungsbezirk Kassel, Kreis Rotenburg
- ab 1918: Deutsches Reich, Freistaat Preußen, Provinz Hessen-Nassau, Regierungsbezirk Kassel, Kreis Rotenburg
- ab 1944: Deutsches Reich, Freistaat Preußen, Provinz Kurhessen, Landkreis Rotenburg
- ab 1945: Deutsches Reich, Amerikanische Besatzungszone, Groß-Hessen, Regierungsbezirk Kassel, Landkreis Rotenburg
- ab 1946: Deutsches Reich, Amerikanische Besatzungszone, Hessen, Regierungsbezirk Kassel, Landkreis Rotenburg
- ab 1949: Bundesrepublik Deutschland, Hessen, Regierungsbezirk Kassel, Landkreis Rotenburg
- ab 1972: Bundesrepublik Deutschland, Hessen, Regierungsbezirk Kassel, Landkreis Hersfeld-Rotenburg

## Bevölkerung

### Einwohnerstruktur 2011
Nach den Erhebungen des Zensus 2011 lebten am Stichtag, dem 9. Mai 2011, in Rotenburg an der Fulda 13.410 Einwohner. Darunter waren 438 (3,2 %) Ausländer, von denen 181 aus dem EU-Ausland, 171 aus anderen europäischen Ländern und 76 aus anderen Staaten kamen. Von den deutschen Einwohnern hatten 17,2 % einen Migrationshintergrund. (Bis zum Jahr 2019 erhöhte sich die Ausländerquote auf 6,1 %.) Nach dem Lebensalter waren 2124 Einwohner unter 18 Jahren, 5376 zwischen 18 und 49, 2928 zwischen 50 und 64 und 2985 Einwohner waren älter. Die Einwohner lebten in 6042 Haushalten. Davon waren 1995 Singlehaushalte, 1812 Paare ohne Kinder und 1632 Paare mit Kindern, sowie 183 Alleinerziehende und 123 Wohngemeinschaften. In 1416 Haushalten lebten ausschließlich Senioren/-innen und in 3999 Haushaltungen leben keine Senioren/-innen.

### Einwohnerentwicklung
- 1585: 344 Haushaltungen[7]
- 1747: 410 Haushaltungen[7]

| Rotenburg an der Fulda: Einwohnerzahlen von 1834 bis 2015 | Rotenburg an der Fulda: Einwohnerzahlen von 1834 bis 2015 | Rotenburg an der Fulda: Einwohnerzahlen von 1834 bis 2015 | Rotenburg an der Fulda: Einwohnerzahlen von 1834 bis 2015 | Rotenburg an der Fulda: Einwohnerzahlen von 1834 bis 2015 |
| --- | --------------------------------------------------------- | --------------------------------------------------------- | --------------------------------------------------------- | --------------------------------------------------------- |
| Jahr |                                                           |                                                           |                                                           | Einwohner                                                 |
| 1834 | 1834                                                      |                                                           | 3.672                                                     | 3.672                                                     |
| 1840 | 1840                                                      |                                                           | 3.645                                                     | 3.645                                                     |
| 1846 | 1846                                                      |                                                           | 3.732                                                     | 3.732                                                     |
| 1852 | 1852                                                      |                                                           | 3.552                                                     | 3.552                                                     |
| 1858 | 1858                                                      |                                                           | 3.147                                                     | 3.147                                                     |
| 1864 | 1864                                                      |                                                           | 3.079                                                     | 3.079                                                     |
| 1871 | 1871                                                      |                                                           | 3.292                                                     | 3.292                                                     |
| 1875 | 1875                                                      |                                                           | 3.253                                                     | 3.253                                                     |
| 1885 | 1885                                                      |                                                           | 3.055                                                     | 3.055                                                     |
| 1895 | 1895                                                      |                                                           | 3.043                                                     | 3.043                                                     |
| 1905 | 1905                                                      |                                                           | 3.127                                                     | 3.127                                                     |
| 1910 | 1910                                                      |                                                           | 3.272                                                     | 3.272                                                     |
| 1925 | 1925                                                      |                                                           | 3.821                                                     | 3.821                                                     |
| 1939 | 1939                                                      |                                                           | 4.189                                                     | 4.189                                                     |
| 1946 | 1946                                                      |                                                           | 6.307                                                     | 6.307                                                     |
| 1950 | 1950                                                      |                                                           | 6.985                                                     | 6.985                                                     |
| 1956 | 1956                                                      |                                                           | 7.322                                                     | 7.322                                                     |
| 1961 | 1961                                                      |                                                           | 7.728                                                     | 7.728                                                     |
| 1967 | 1967                                                      |                                                           | 8.976                                                     | 8.976                                                     |
| 1970 | 1970                                                      |                                                           | 8.973                                                     | 8.973                                                     |
| 1973 | 1973                                                      |                                                           | 14.077                                                    | 14.077                                                    |
| 1975 | 1975                                                      |                                                           | 14.438                                                    | 14.438                                                    |
| 1980 | 1980                                                      |                                                           | 14.489                                                    | 14.489                                                    |
| 1985 | 1985                                                      |                                                           | 14.530                                                    | 14.530                                                    |
| 1990 | 1990                                                      |                                                           | 13.987                                                    | 13.987                                                    |
| 1995 | 1995                                                      |                                                           | 15.089                                                    | 15.089                                                    |
| 2000 | 2000                                                      |                                                           | 14.689                                                    | 14.689                                                    |
| 2005 | 2005                                                      |                                                           | 14.186                                                    | 14.186                                                    |
| 2010 | 2010                                                      |                                                           | 13.640                                                    | 13.640                                                    |
| 2011 | 2011                                                      |                                                           | 13.410                                                    | 13.410                                                    |
| 2015 | 2015                                                      |                                                           | 14.411                                                    | 14.411                                                    |
| Datenquelle: Historisches Gemeindeverzeichnis für Hessen: Die Bevölkerung der Gemeinden 1834 bis 1967. Wiesbaden: Hessisches Statistisches Landesamt, 1968. Weitere Quellen: LAGIS; Hessisches Statistisches Informationssystem; Zensus 2011 Nach 1970 einschließlich der im Zuge der Gebietsreform in Hessen eingegliederten Orte. |                                                           |                                                           |                                                           |                                                           |

### Erwerbstätigkeit
| • 1987: | 5437 Erwerbspersonen, davon 129 in Land- und Forstwirtschaft. |
| • 2011: | 6200 Erwerbspersonen, davon 1720 im Produzierenden Gewerbe und 4570 im Dienstleistungsbereich.                                                                   |
| • 2016: | 4188 Erwerbspersonen, davon 80 in Land- und Forstwirtschaft, 989 im Produzierenden Gewerbe, 367 im Handel und 2752 im Dienstleistungs- oder sonstigen Bereichen. |

## Religion

### Daten zur Religionszugehörigkeit
| • 1885: | 2471 evangelische (= 81,66 %), 203 katholische (= 6,71 %), 352 jüdische (= 11,63 %) Einwohner    |
| • 1961: | 6157 evangelische (= 79,57 %), 1370 katholische (= 17,70 %) Einwohner                            |
| • 1987: | 10462 evangelische (= 78,90 %), 1786 katholische (= 13,47 %), 1011 sonstige (= 7,66 %) Einwohner |
| • 2011: | 8840 evangelische (= 65,92 %), 1580 katholische (= 11,78 %), 2990 sonstige (= 22,30 %) Einwohner |

### Gemeinden

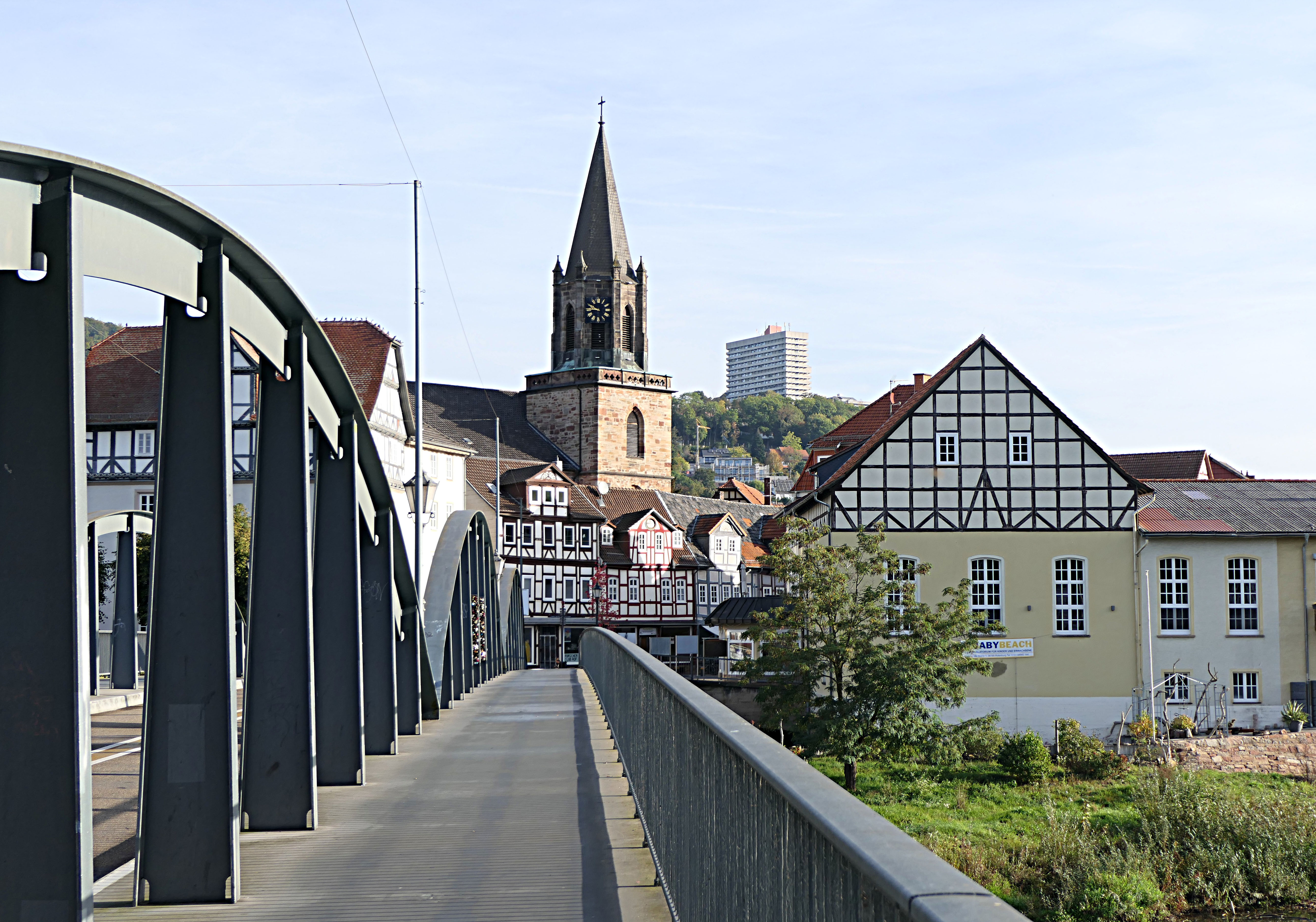
Alte Fuldabrücke mit Stiftskirche in Rotenburg an der Fulda

Das Gebiet der Stadt Rotenburg gehört kirchlich heute zur Evangelischen Kirche Kurhessen-Waldeck und dem weitgehend deckungsgleichen katholischen Bistum Fulda. Landgraf Philipp der Großmütige führte nach der Homberger Synode 1526 die Reformation in der Landgrafschaft Hessen ein, und die Stadt ist seitdem mehrheitlich evangelisch. Rotenburg war Sitz des Evangelischen Kirchenkreises Rotenburg, der seit 2020 mit dem Nachbarkirchenkreis zum Kirchenkreis Hersfeld-Rotenburg fusioniert ist.

#### Evangelisch
In der Stadt gibt es zehn evangelische Gemeinden.

#### Katholisch
Die beiden katholischen Kirchen sind:
- „Christus-Erlöser“ in der Mündershäuser Straße 1
- „Zur Schmerzhaften Mutter Gottes“ am Schützenweg 4 im Stadtteil Lispenhausen

Beide zählen zur Pfarrgemeinde St. Franziskus Bebra-Rotenburg im Bistum Fulda.

#### Neuapostolisch
Die Neuapostolische Kirche hatte von 1952 bis 2021 eine Gemeinde in Rotenburg an der Fulda und hatte für diese im Jahr 1966 unter der Adresse Am Toberod 4 ein eigenes Kirchengebäude errichtet. Nach Schließung der Gemeinde wurde das Kirchengebäude 2022 von der Ahmadiyya-Muslim-Gemeinde erworben und zu einer Moschee umgebaut.

## Politik

### Stadtverordnetenversammlung
Die Kommunalwahl am 14. März 2021 lieferte folgendes Ergebnis, in Vergleich gesetzt zu früheren Kommunalwahlen:
| Stadtverordnetenversammlung – Kommunalwahlen 2021 | Stadtverordnetenversammlung – Kommunalwahlen 2021                     |
| --- | --------------------------------------------------------------------- |
| Stimmenanteil in %Wahlbeteiligung 52,1 % 50403020100 39,2 (+3,6)27,9 (−14,5)25,7 (+6,9)7,2 (+4,0) SPDCDUUBRcFDP20162021Anmerkungen:c Unabhängige Bürger Rotenburgs | SitzverteilungInsgesamt 31 Sitze - SPD: 12 - UBR: 8 - CDU: 9 - FDP: 2 |

| Parteien und Wählergemeinschaften | Parteien und Wählergemeinschaften           | % 2021 | Sitze 2021 | % 2016 | Sitze 2016 | % 2011 | Sitze 2011 | % 2006 | Sitze 2006 | % 2001 | Sitze 2001 |
| --------------------------------- | ------------------------------------------- | ------ | ---------- | ------ | ---------- | ------ | ---------- | ------ | ---------- | ------ | ---------- |
| SPD                               | Sozialdemokratische Partei Deutschlands     | 39,2   | 12         | 35,6   | 11         | 45,8   | 17         | 51,8   | 19         | 50,4   | 19         |
| CDU                               | Christlich Demokratische Union Deutschlands | 27,9   | 9          | 42,4   | 13         | 38,6   | 14         | 35,9   | 13         | 37,7   | 14         |
| UBR                               | Unabhängige Bürger Rotenburgs               | 25,7   | 8          | 18,8   | 6          | 15,6   | 6          | 10,3   | 4          | 9,3    | 3          |
| FDP                               | Freie Demokratische Partei                  | 7,2    | 2          | 3,2    | 1          | –      | –          | 2,0    | 1          | 2,5    | 1          |
| gesamt                            | gesamt                                      | 100,0  | 31         | 100,0  | 31         | 100,0  | 37         | 100,0  | 37         | 100,0  | 37         |
| Wahlbeteiligung in %              | Wahlbeteiligung in %                        | 52,1   | 52,1       | 49,7   | 49,7       | 49,6   | 49,6       | 48,2   | 48,2       | 56,2   | 56,2       |

### Bürgermeister

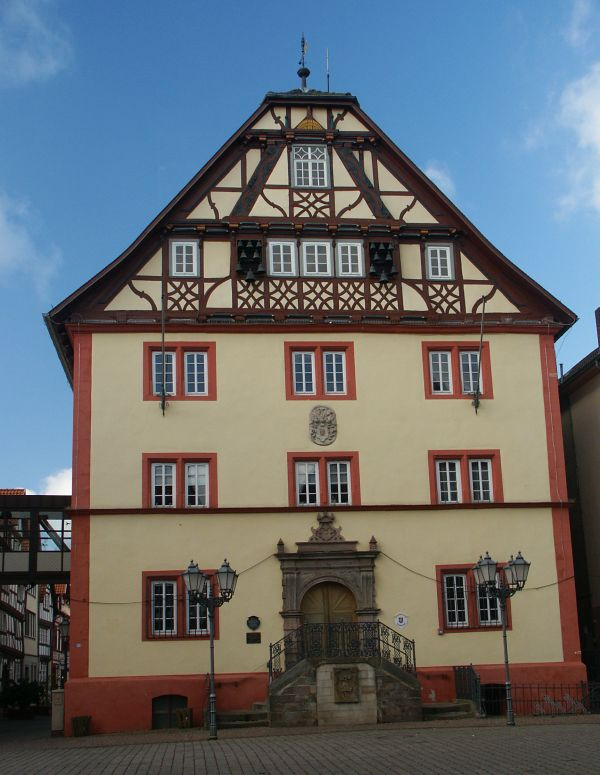
Rathaus von Rotenburg (erbaut 1597–1598)

Nach der hessischen Kommunalverfassung wird der Bürgermeister für eine sechsjährige Amtszeit gewählt, seit dem Jahr 1993 in einer Direktwahl, und ist Vorsitzender des Magistrats, dem in der Stadt Rotenburg neben dem Bürgermeister ehrenamtlich ein Erster Stadtrat und sieben weitere Stadträte angehören. Bürgermeister ist seit dem 20. März 2024 der parteiunabhängige Marcus Weber. Er wurde als Nachfolger von Christian Grunwald (CDU), der nach zwei Amtszeiten nicht wieder kandidiert hatte, am 29. Oktober 2023 in einer Stichwahl bei 51,35 Prozent Wahlbeteiligung mit 65,71 Prozent der Stimmen gewählt.
Amtszeiten der Bürgermeister
- 2024–2030 Marcus Weber[27]
- 2012–2024 Christian Grunwald (CDU)[28]
- 1994–2012 Manfred Fehr (SPD)[31]

### Ortsbeiräte
Für alle im Zuge der Gebietsreform in Hessen eingegliederten Gemeinden bestehen Ortsbezirke mit Ortsbeirat und Ortsvorsteher, nach Maßgabe der §§ 81 und 82 HGO und des Kommunalwahlgesetzes in der jeweils gültigen Fassung. Die Wahl der Ortsbeiräte erfolgt im Rahmen der Kommunalwahlen. Der Ortsbeirat wählt eines seiner Mitglieder zum Ortsvorsteher bzw. zur Ortsvorsteherin.

### Wappen

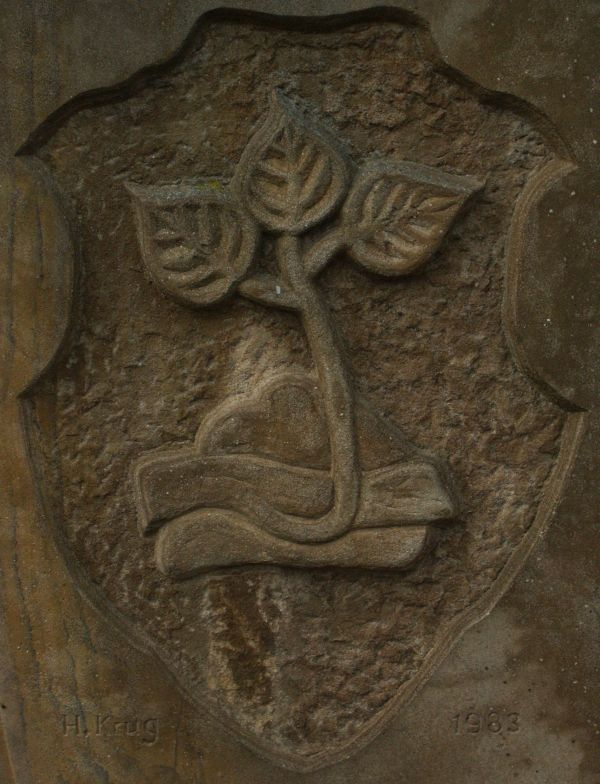
Stadtwappen an der Rathaustreppe in Rotenburg

Blasonierung: „In Silber ein roter Dreiberg, darauf ein waagrechter grüner Ast, aus dem ein gebogener grüner Zweig mit drei Lindenblättern aufwächst.“
Bedeutung: Das Wappen stammt aus dem frühen 17. Jahrhundert. Der Berg steht für den Rotenberg, auf dem eine Burg stand. Von dieser hat die Stadt ihren Namen. Der Lindenzweig stammt von älteren Zunftsiegeln, auf denen ein Kleeblatt und ein Stern abgebildet waren. Daraus entstand der Lindenzweig, der in das Stadtwappen übernommen wurde. Es gehört damit zu der nordhessischen Kleeblatt-Wappenfamilie wie Kassel und Felsberg. Die erste Darstellung der heute gültigen Form findet sich im Rittersaal, der Ende des 18. Jahrhunderts abgerissen wurde. Siehe Wilhelm Wessel 1623: „Folgen die Wapen aller Städte in Fürstenthümern und Graffschaften dero Fürsten zu Hessen wie sie in Rotenbergk im Fürstlichen Schloß / im großen Saal zu finden.“ Die ersten Darstellungen auf dem mittelalterlichen Stadtsiegel zeigen einen Heiligen, einen Palmenzweig tragend, vor einem Stadttor. Es handelt sich vermutlich um den Stadtpatron St. Jakobus den Älteren.
Der Wappenspruch lautet:

Rotenburg an der Fuld' die Stadt,

im Schild drei grüne Blätter hat.

Der Berg ist rot, der Schild ist weiß,

der grünt, wer ehrbar lebt mit Fleiß.

### Städtepartnerschaften
- Argentan (Frankreich) seit 1976

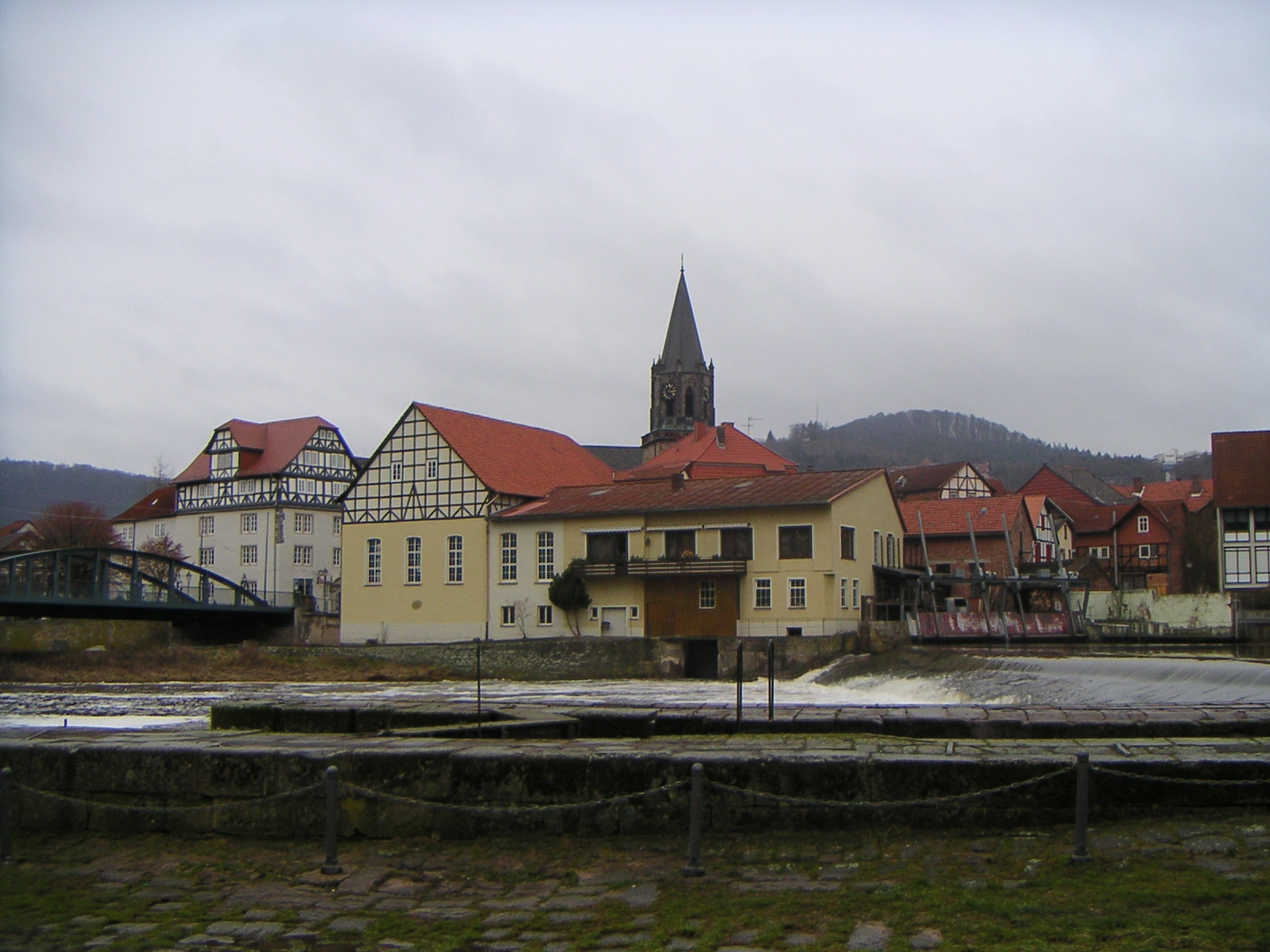
Neustadt mit Fulda-Wehr bei Hochwasser; im Vordergrund die Schleuse aus dem 16. Jahrhundert

- Gedling (Vereinigtes Königreich) seit 1978
- Rothenburg (Schweiz)

Freundschaftliche Beziehungen bestehen zu folgenden Städten:
- Rotenburg (Wümme),
- Rothenburg ob der Tauber,
- Rothenburg (Saale),
- Rothenburg/O.L. und
- Czerwieńsk in Polen (ehemals Rothenburg an der Oder)

## Kultur und Sehenswürdigkeiten
Für die unter Denkmalschutz stehenden Kulturdenkmale der Stadt siehe die Liste der Kulturdenkmäler in Rotenburg an der Fulda.

### Museen
- Kreisheimatmuseum Rotenburg, Äußerer Schlosshof
- Puppen- und Spielzeugmuseum, Bürgerstraße 1
- Museum für zeitgenössische Kunst, Kultur und Karikatur (muzkkka), zum 31. Dezember 2011 aufgelöst
- Jüdisches Museum in der ehemaligen Mikwe, Gedenk- und Begegnungsstätte, Brauhausstraße 2[32]

### Bauwerke und Sehenswürdigkeiten
Die bedeutendsten Sehenswürdigkeiten der Stadt sind:
- Das Schloss Rotenburg im Stil der Renaissance, in den Jahren 1570–1607 neu gebaut, um das Jahr 1790 umgebaut, einschließlich erhaltener Nebengebäude und der Schlosspark, seit 1953 Landesfinanzschule Hessen.
- Das in den Jahren 1597–1598, anstelle eines älteren Baues, gebaute dreigeschossige Rathaus. Es wurde im Dreißigjährigen Krieg, im sogenannten „Kroatenjahr“ 1637, fast vollständig niedergebrannt. Danach wurde der Fachwerkgiebel erbaut. Das Portal aus der Renaissance mit dem Kleeblattwappen ist erhalten geblieben (1598 datiert) und zeigt sich bis heute mit einer zweiläufigen barocken Treppe.
- Der High Walk Rotenburg wurde im Dezember 2024 eröffnet. Die mit 617 m zweitlängste Fußgängerhängebrücke Deutschlands wird als kommerzielle Attraktion betrieben.[33]

#### Kirchen
- Die nach dem Schutzpatron der Stadt benannte Pfarrkirche St. Jakobi
- Die ebenfalls evangelische Pfarrkirche (ehemalige Stiftskirche „St. Elisabeth und Marien“) in der Neustadt.

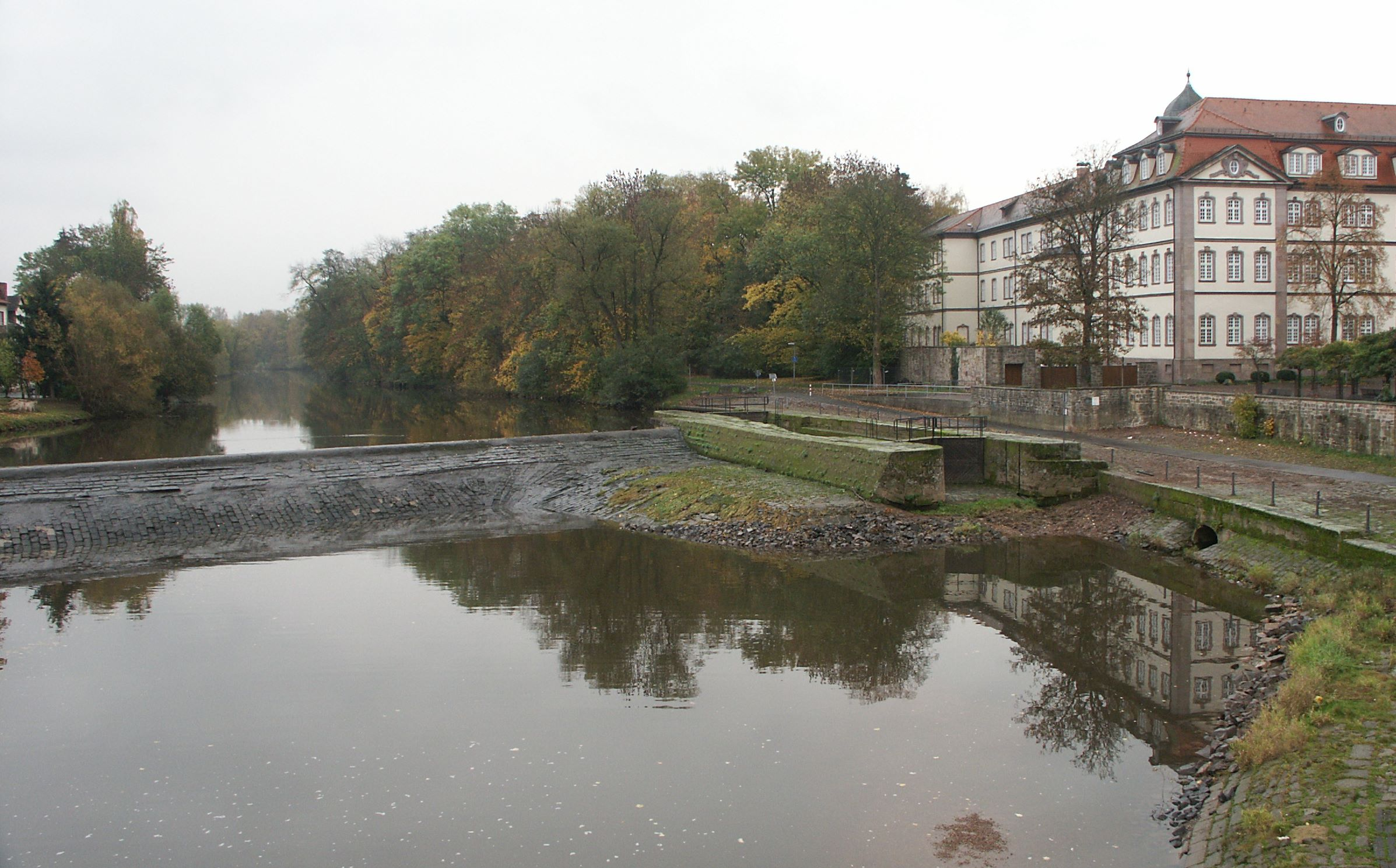
Schleuse an der Fulda aus dem 16. Jahrhundert; rechts das Schloss

#### Weiteres
- Auf dem Berg Alter Turm (418,1 m ü. NN) liegen verborgen im Wald die Ruinen der Burg Rodenberg (etwa 1150 von den Thüringer Landgrafen erbaut).
- In der Nähe der Fuldabrücke befindet sich eine historische Wehranlage mit Schleuse aus dem 16. und 17. Jahrhundert (gebaut auf Veranlassung des Landgrafen Moritz von Hessen-Kassel). Dort liegt auch das Wasserkraftwerk mit drei Turbinen (davon ein über 100 Jahre altes Museumsstück). Das Gebäude steht zum Teil auf den Resten der Herrenmühle, die 1612 von Landgraf Moritz erbaut wurde und 1923 bis auf die Grundmauern abgebrannt ist.
- Die Mikwe, das rituelle Tauchbad der ehemaligen jüdischen Gemeinde, wurde archäologisch gesichert und ist seit 2006 als Jüdisches Museum mit Gedenk- und Begegnungsstätte eingerichtet.
- Im Bereich der Altstadt sind Teile der mittelalterlichen Stadtmauer aus dem 12. und dem 13. Jahrhundert mit zwei Rundtürmen erhalten.
- In der Kernstadt gibt es interessante Stein- und Fachwerkbauten mit Zwerchbau und einige noch erhaltene historische Gartenhäuschen.
- In den Stadtteilen stehen außerdem einige historische Kirchen und traditionelle hessische Wilder-Mann-Fachwerkbauten:
  - Gebäude und Anlage der Grundmühle in Braach
  - Die letzte wasserbetriebene Mühle in Erkshausen
  - Sehenswerte Wasserburg Schwarzenhasel mit 3/4 Wassergraben in Schwarzenhasel im Haselgrund, Patronats- und Wohnhaus
  - Wasserburg in Lispenhausen, heute Wohnhaus
  - Berghöhe Alheimer mit Alheimerturm als Aussichtspunkt
  - Hofgut Wüstefeld mit ehemaligem Schafstall und Hofgut Dankerode mit Pferdezucht

### Denkmäler

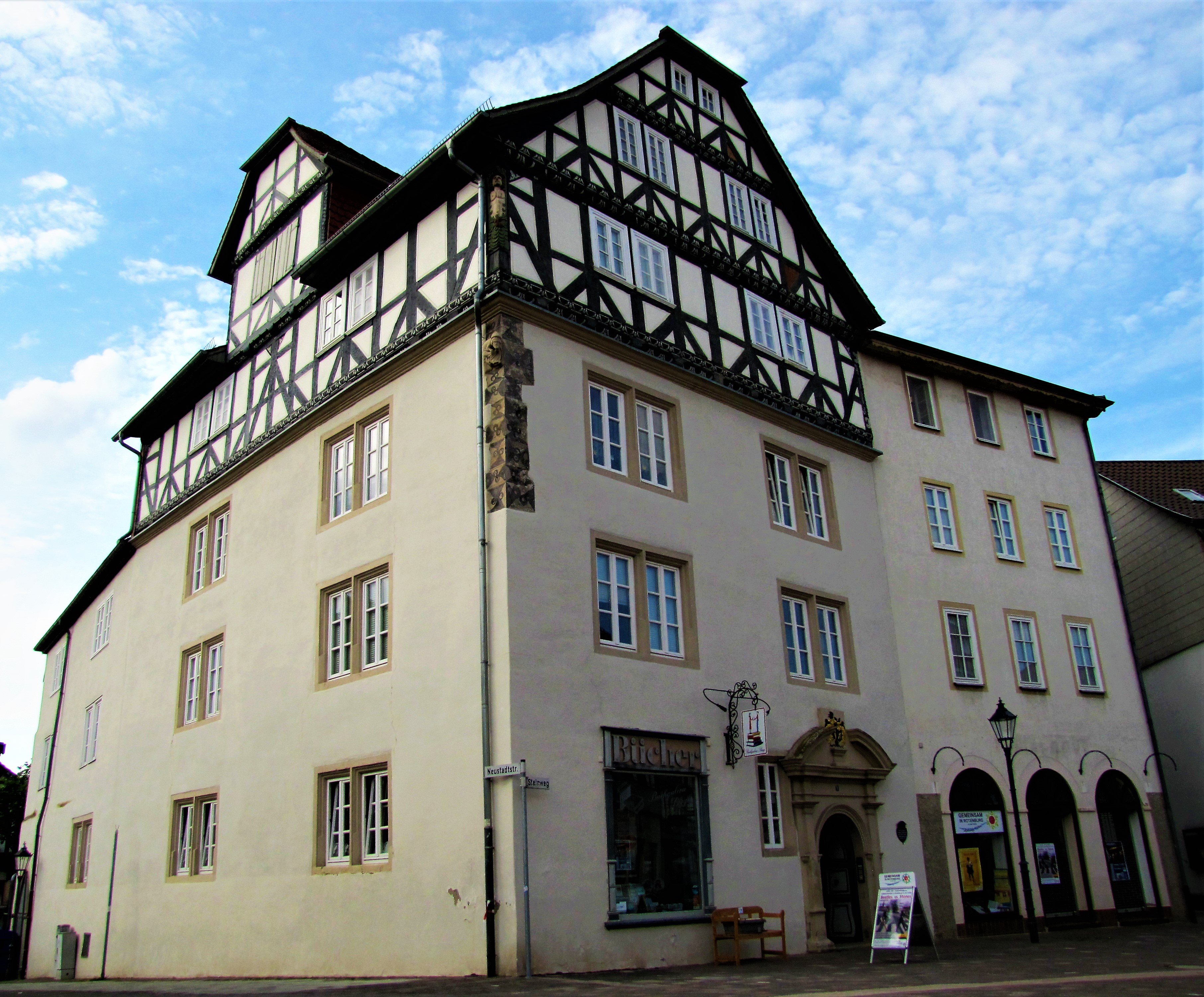
Steinernes Haus

- Steinernes HausVierzehn Stolpersteine erinnern seit dem 25. Mai 2010 an Rotenburger Juden, die Opfer des Holocaust wurden.[34] Am 27. Mai 2011 wurden weitere 29 Stolpersteine verlegt[35].
- Rotenburg besitzt neben Homberg (Efze) eine Anzahl Skulpturen des hessischen Bildhauers Ewald Rumpf, darunter die Gruppe „Tratsch der Marktweiber“ auf dem Marktplatz, „Die Diakonisse“ mit ihrem Dackel vor der Jakobikirche, der „Hütejunge mit Ziege“ an der Stadtmauer und die „Die zwei Knaben“ auf der Neustädter Seite der alten Fuldabrücke.

Gebäude in Rotenburg
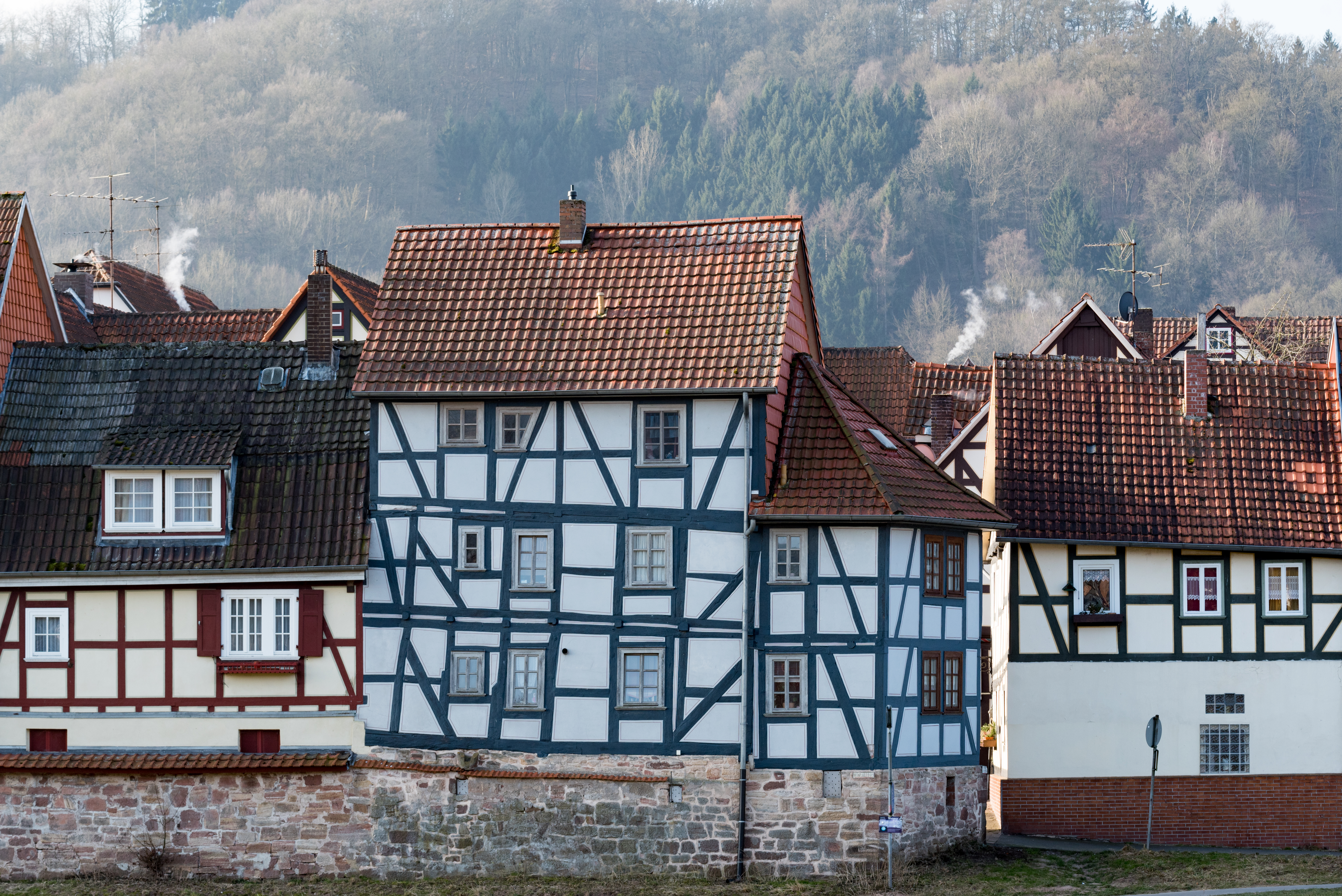
Altstadtstraße 16, von Norden Rotenburg an der Fulda
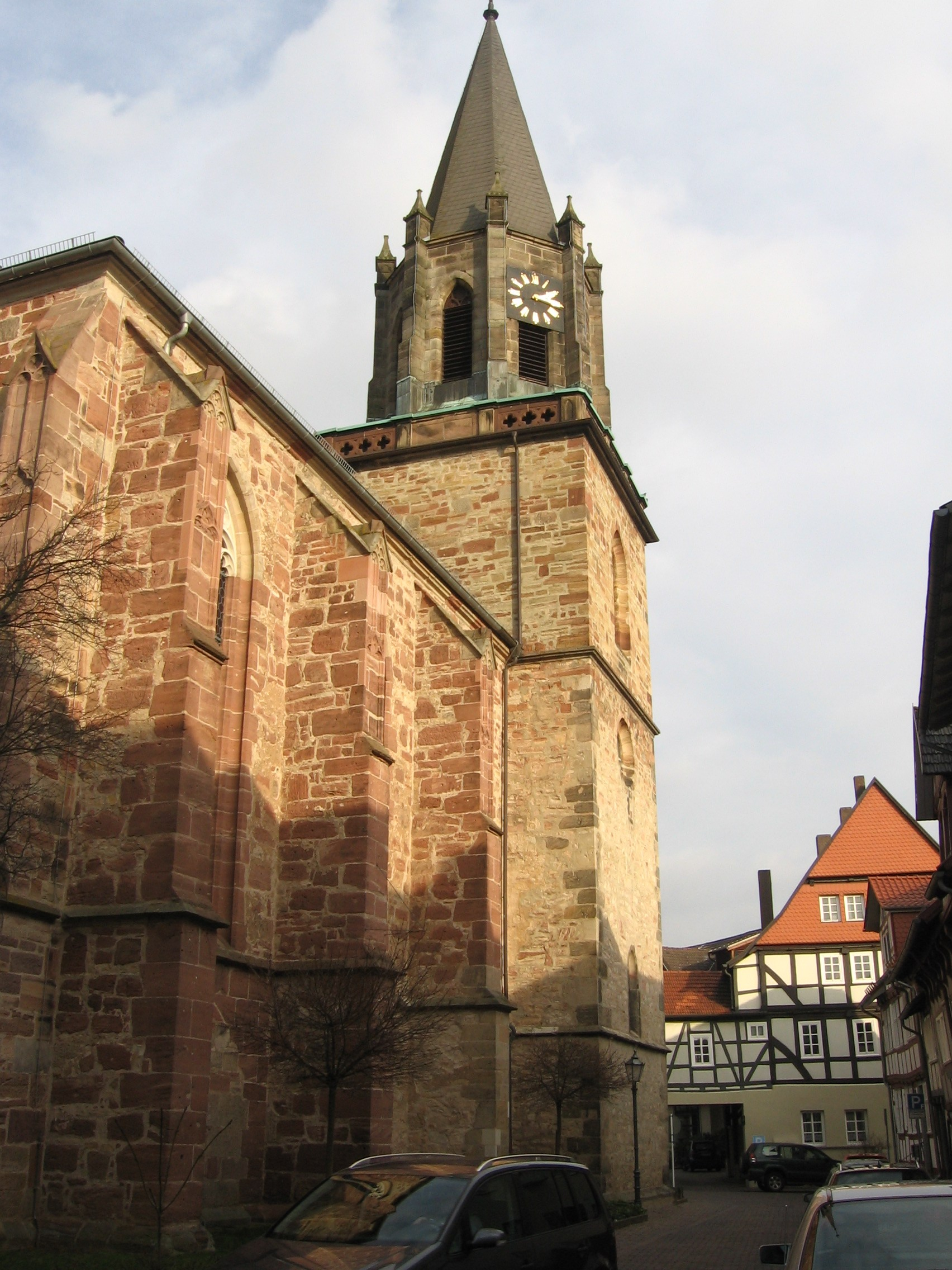
Stiftskirche „St. Elisabeth und Marien“
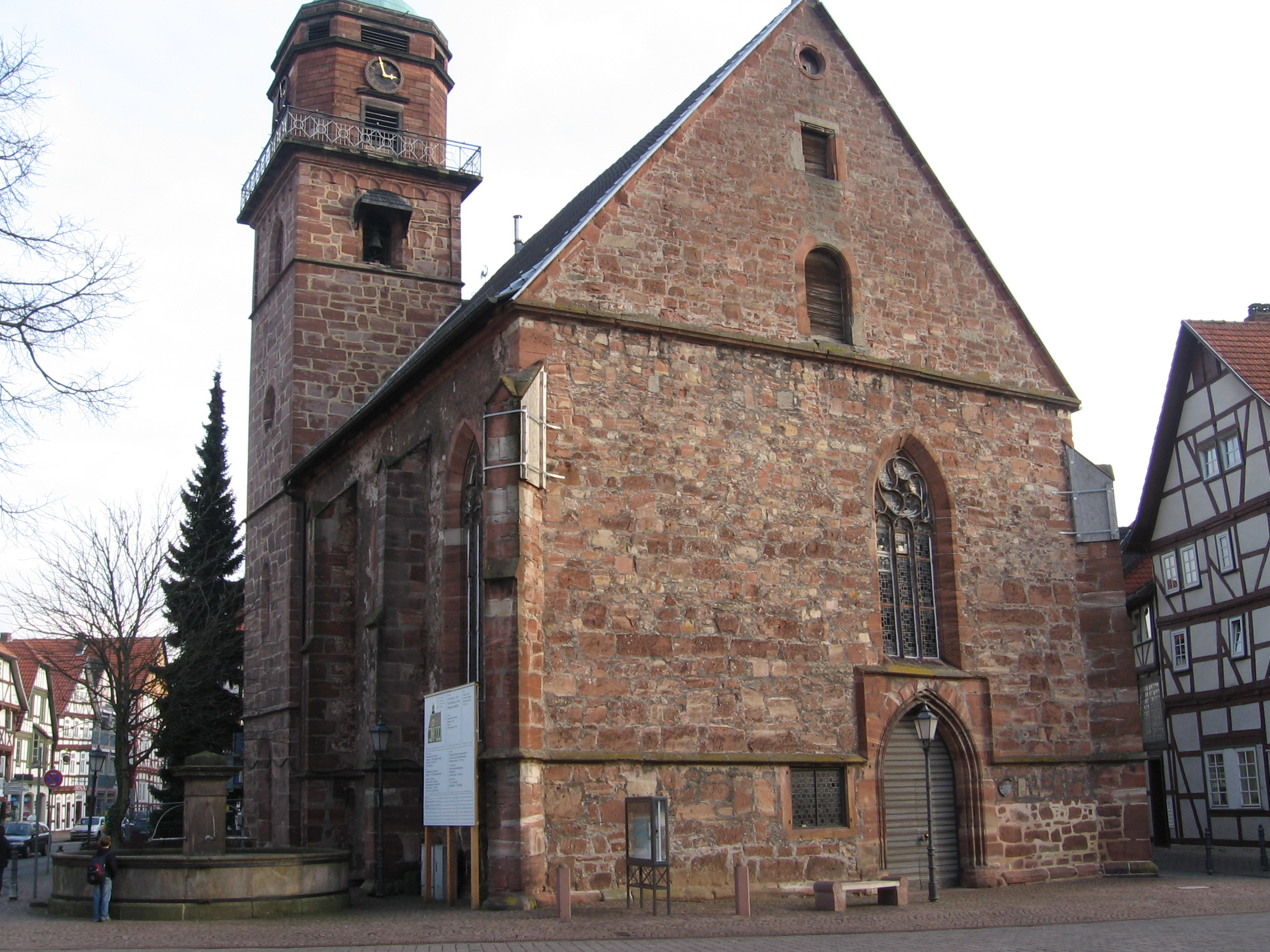
Jakobikirche am Marktplatz
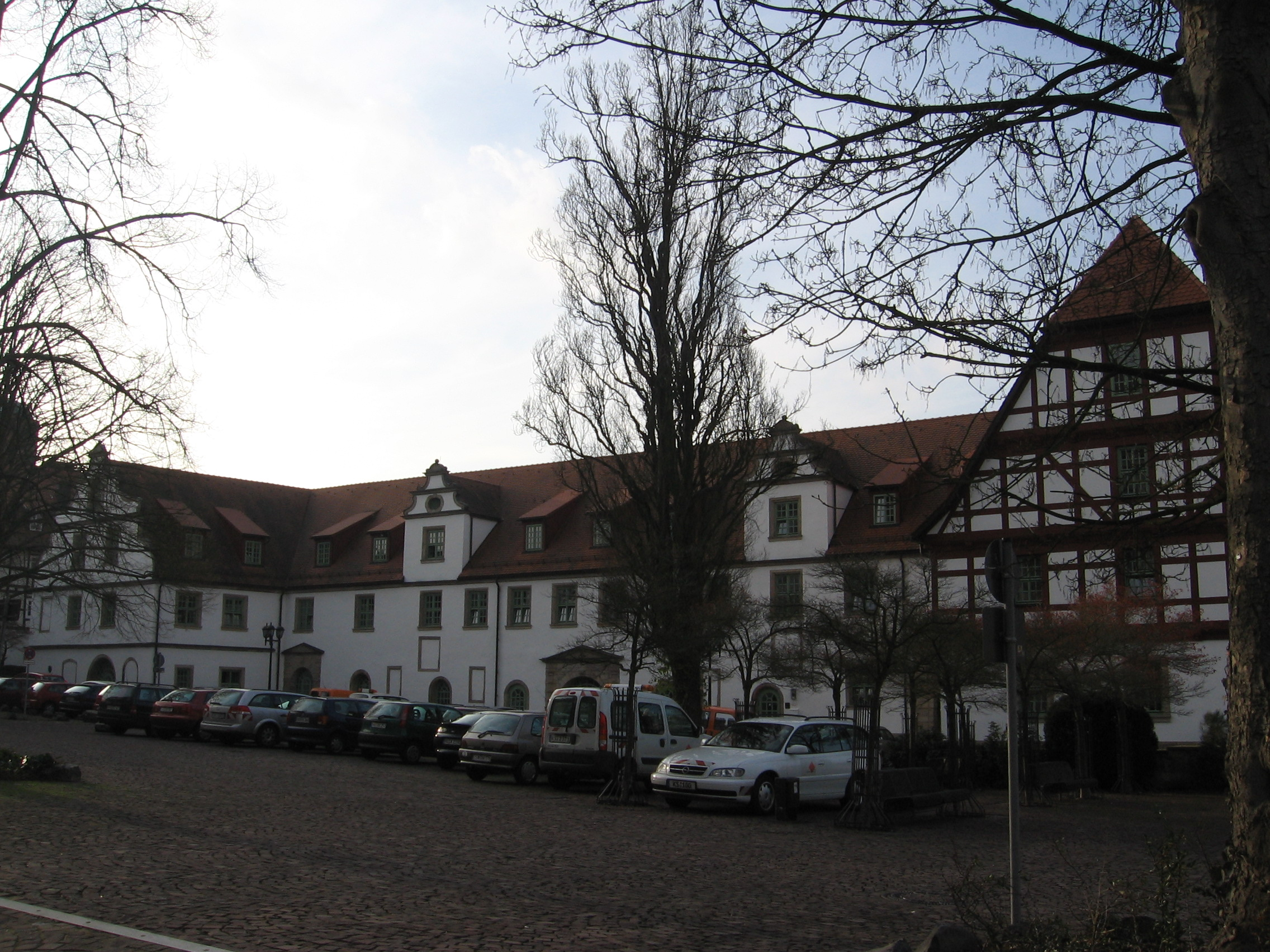
Marstall – Äußerer Schlosshof
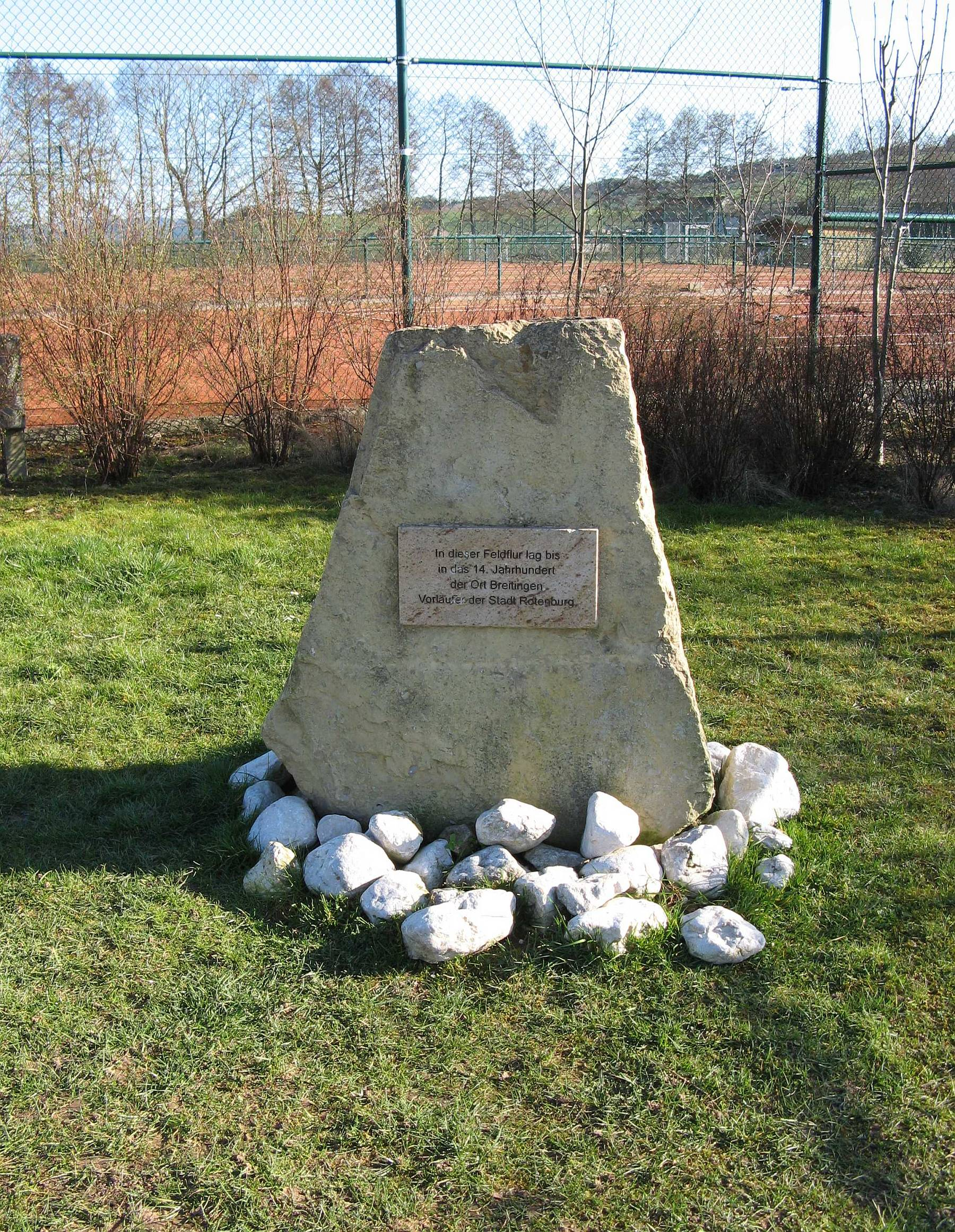
Gedenkstein – Wüstung Breitingen
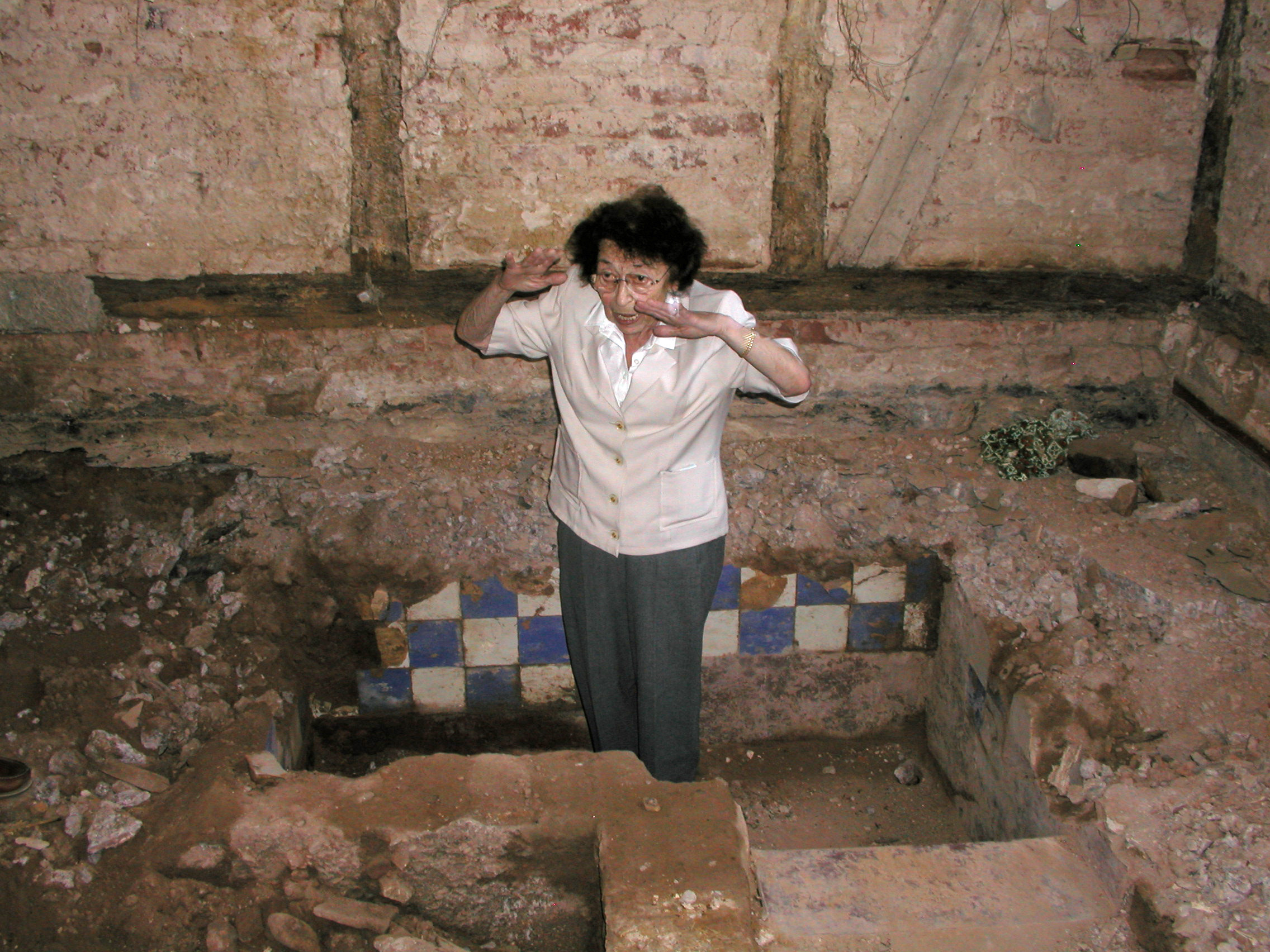
Freilegung der Mikwe in Rotenburg (mit Thea Altaras im Juni 2003)
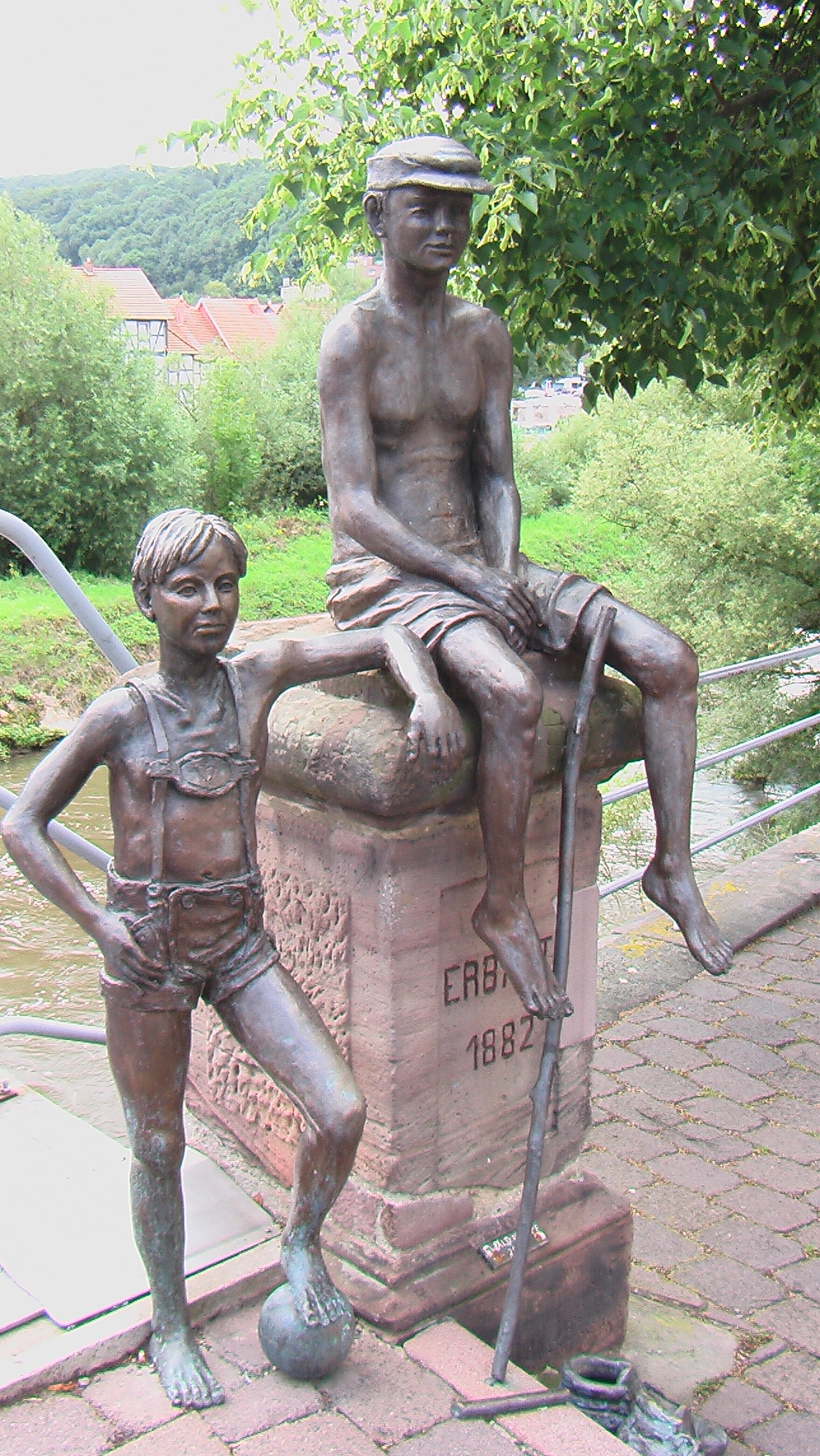
Skulptur „Zwei Jungen“ in Rotenburg von Prof. Ewald Rumpf

### Regelmäßige Veranstaltungen
- Heimat- und Strandfest (jedes Jahr am ersten Wochenende im Juli)
- Historischer Weihnachtsmarkt auf dem Rotenburger Marktplatz und den angrenzenden Gassen (ab Anfang Dezember für 16 Tage) mit einer der höchsten Weihnachtspyramide Deutschlands (16,16 m)[36]
- Kuckucksmarkt im Rotenburger Stadtteil Braach (nordhessischer Kunst-, Handwerker- und Bauernmarkt, der jedes letzte Wochenende im Monat Mai bis Oktober stattfindet)

### Weiteres
Seit Oktober 2011 spielt der vom Hessischen Rundfunk produzierte Radio-Tatort in Rotenburg an der Fulda.

## Wirtschaft und Infrastruktur

### Klinikum und Unternehmen

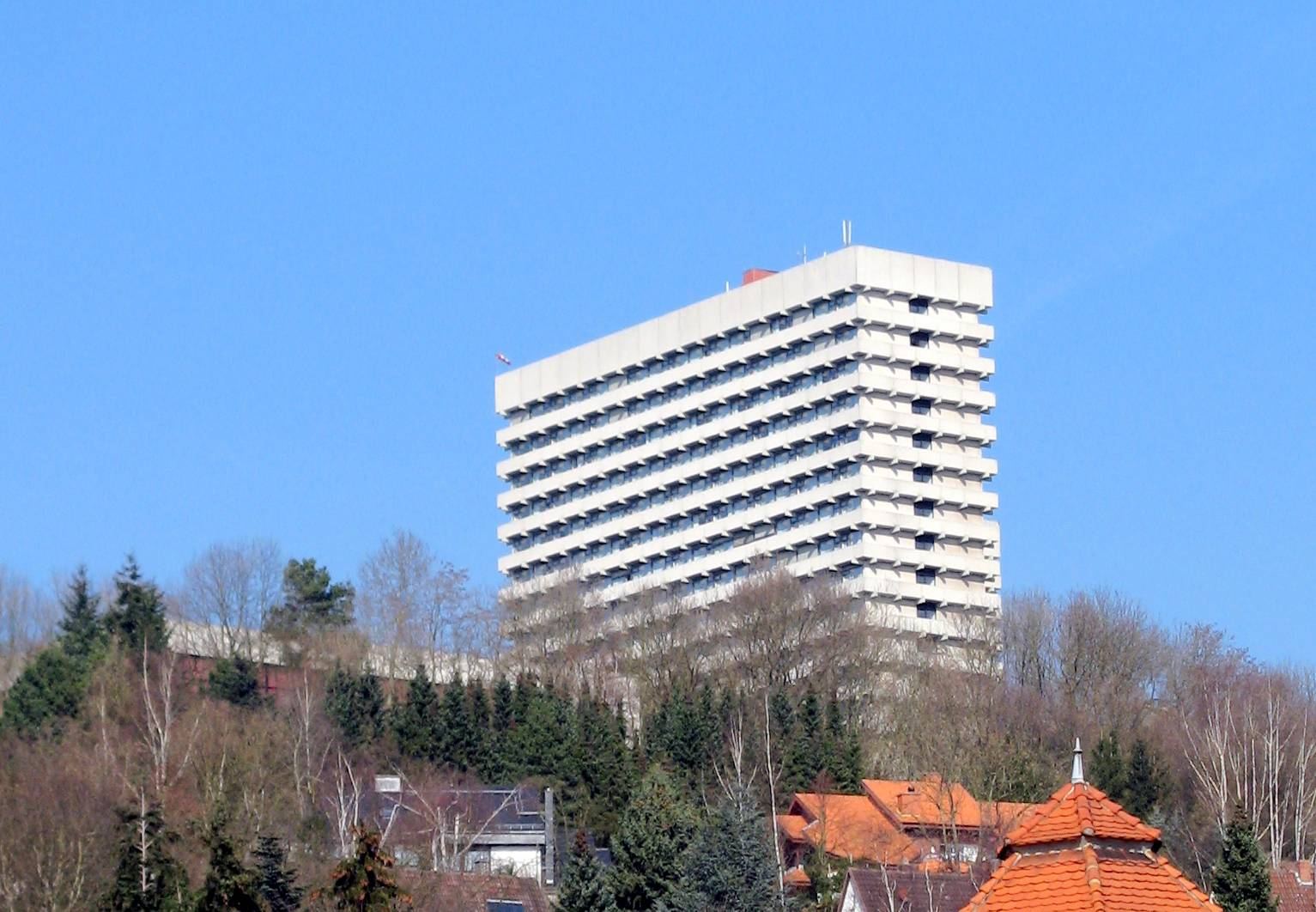
Herz- und Kreislaufzentrum Rotenburg

Eine besondere Bedeutung für die Stadt und die ganze Umgebung hat das auf einem Südhang über der Stadt gelegene Herz-Kreislauf-Zentrum, Klinikum Hersfeld-Rotenburg (HKZ). Weitere ansässige Unternehmen sind unter anderem die RMW Rotenburger Metallwerke GmbH (mittlerweile Neumayer Tekfor GmbH) und das C. Brühl Komplementär Textilwerk Rotenburg Verwaltungsgesellschaft mbH (Textilspezialist für Hosen, Hemden und Jacken).

### Verkehr

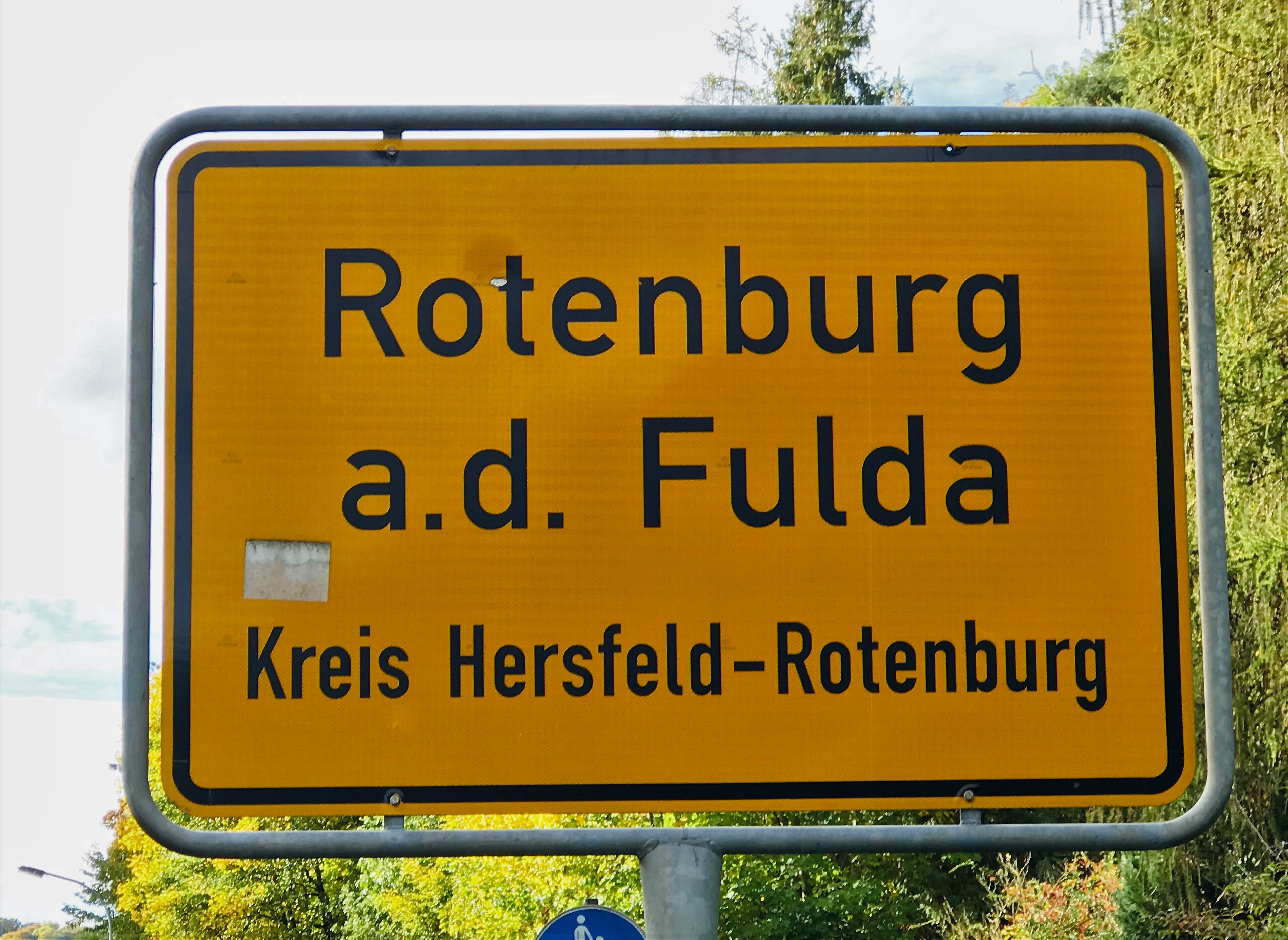
Rotenburger Ortseingangsschild

Rotenburg liegt an der Bundesstraße 83.
Der ehemalige Bahnhof Rotenburg an der Fulda liegt an der Bahnstrecke Bebra–Baunatal-Guntershausen und ist heute nur ein Haltepunkt. Das Empfangsgebäude von 1847/48 stammt von Julius Eugen Ruhl.
| Linie | Verlauf | Takt                                     |
| ----- | --- | ---------------------------------------- |
| RE5   | Kassel Hbf – Kassel-Wilhelmshöhe – Melsungen – Rotenburg an der Fulda – Bebra – Bad Hersfeld Stand: Fahrplanwechsel Dezember 2021 | 60 min (wochentags) 120 min (Wochenende) |
| RB5   | Kassel Hbf – Kassel-Wilhelmshöhe – Guxhagen – Melsungen – Malsfeld – Malsfeld-Beiseförth – Altmorschen – Heinebach – Rotenburg an der Fulda – Lispenhausen – Bebra – Ludwigsau-Friedlos – Bad Hersfeld – Haunetal-Neukirchen – Burghaun – Hünfeld – Fulda Stand: Fahrplanwechsel Dezember 2021 | 60 min                                   |

### Radwanderwege
Durch das Gemeindegebiet führen folgende Radwanderwege:
- Der Hessische Radfernweg R1 (Fulda-Radweg) führt über 250 km von den Höhen der Rhön entlang der Fulda bis Bad Karlshafen an der Weser.
- Der Hessische Radfernweg R5 (Nordhessenroute Eder-Fulda-Werra) führt über 220 km von Willingen im Upland entlang des südlichen Ederseeufers, über Homberg (Efze) und Rotenburg an der Fulda bis nach Wanfried an der Werra.
- Der Hessische Radfernweg R7 (Von der Lahn zur Werra) verbindet Werra und Taunus über 215 km durch den Vogelsberg.
- Die D-Route 9 (Weser-Romantische Straße) führt von der Nordsee über Bremen, Kassel, Fulda und das Taubertal nach Füssen im Allgäu (1.197 km).

### Medien
Als Tageszeitung erscheint von Montag bis Samstag die Hessische/Niedersächsische Allgemeine (HNA) mit dem Lokalteil Rotenburg/Bebra. Mittwoch und Sonntag erscheint zusätzlich noch das kostenlose Anzeigenblatt „Kreisanzeiger“.

### Staatliche Einrichtungen
- Bis zu seiner Auflösung im März 2006 war in der Alheimer-Kaserne an der Dickenrücker Straße 16 das Panzergrenadierbataillon 52 stationiert.[39] Ab Juli 2006 befand sich dann dort das neu aufgestellte Führungsunterstützungsbataillon (FüUstgBtl) 286. Hinzu kam die 6. Kompanie des Feldjägerbataillons 251, die zuvor in Schwalmstadt stationiert war. Das FüUstgBtl 286 gehörte dem Führungsunterstützungsregiment 28 in Mechernich an und war Teil der Streitkräftebasis (SKB) der Bundeswehr. Am 26. Oktober 2011 wurde bekannt gegeben, dass nach langer Diskussion und einer Sanierung im mittleren zweistelligen Millionenbereich der Bundeswehrstandort Rotenburg a. d. Fulda aufgelöst werde. Der Standort wurde am 16. September 2014 offiziell aufgelöst; die letzten Soldaten der Feldjägerkompanie verließen die Kaserne im Februar 2016. Ab Herbst 2015 diente die einstige Kaserne als Außenstelle der Hessischen Erstaufnahmeeinrichtung für Flüchtlinge. Seit September 2021 befindet sich dort eine Ausbildungsstätte der Bundespolizei für den mittleren Polizeivollzugsdienst.
- Studienzentrum Rotenburg: Landesfinanzschule Hessen, Hessische Hochschule für Finanzen und Rechtspflege des Landes Hessen
- Amtsgericht Rotenburg an der Fulda (bis 31. Dezember 2011)
- Aus- und Fortbildungsstätte von Hessen Mobil – Straßen- und Verkehrsmanagement
- BKK Akademie – Bildungszentrum im Bereich der gesetzlichen Krankenversicherung
- Straßenmeisterei Rotenburg a. d. Fulda
- Finanzamt Hersfeld-Rotenburg – Verwaltungsstelle Rotenburg a. d. Fulda

### Bildung

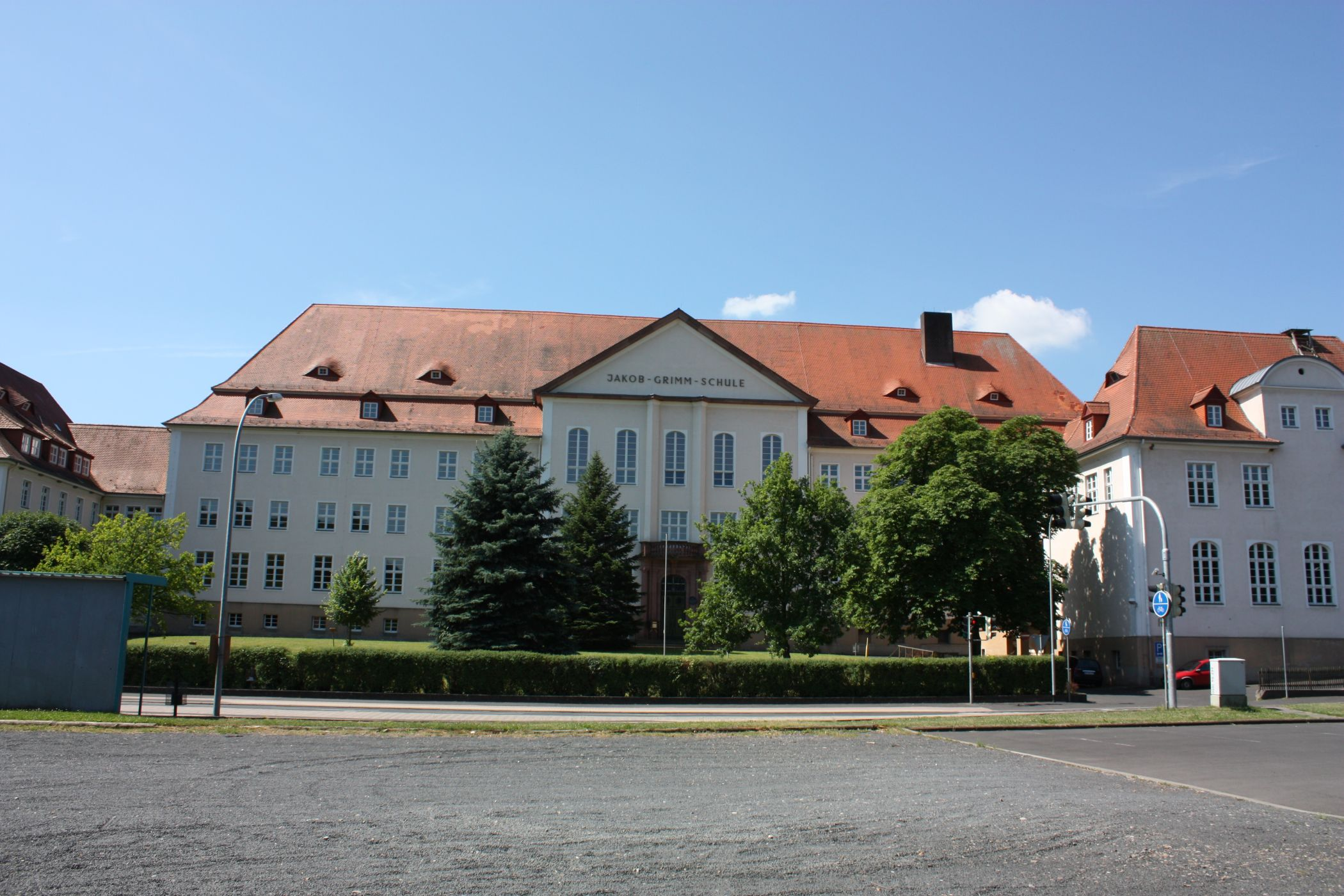
Jakob-Grimm-Schule in Rotenburg

- In der Stadt gibt es zehn Schulen, darunter die Jakob-Grimm-Schule, die als additive Gesamtschule mit gymnasialer Oberstufe tätig ist.[40]
- Die BKK Akademie führt als Bildungszentrum Aus-, Fort- und Weiterbildungsseminare im Bereich der gesetzlichen Krankenversicherung für Krankenkassen und interessierte Kunden durch.
- Im Schloss befindet sich die Landesfinanzschule des Landes Hessen.

## Sportveranstaltungen
In Rotenburg an der Fulda finden regelmäßig folgende Sportveranstaltungen statt:
- Rotenburger Strandfestlauf (Distanzen: Bambini-Lauf 650 m; Schülerlauf 1,3 km; Einzel-Lauf 5 und 10 km; Nordic-Walking 5 km; Team-Lauf 5 km; Staffel-Lauf 10 km)
- Rotenburger Ostervolkslauf (Distanzen: 0,5 km; 1 km; 5 km; 10 km; 18 km)
- Red Castle Run (Distanzen: Kinder- und Familienrunde ca. 4 km; VR-Bankvereinrunde ca. 8 km; Ritterrunde ca. 16 km)

## Persönlichkeiten

### Söhne und Töchter der Stadt
- Otto Walper (1543–1624), Philologe und Theologe
- Johann Lorenz Crollius (1641–1709), reformierter Theologe, Philosoph und Hochschullehrer
- Justus Christoph Dithmar (1678–1737), Hochschullehrer für Geschichte und Kameralistik
- Eleonora Philippina von Hessen-Rotenburg (1712–1759), Prinzessin aus dem Haus Hessen, durch Heirat Pfalzgräfin von Pfalz-Sulzbach
- Caroline von Hessen-Rotenburg (1714–1741), Prinzessin aus dem Haus Hessen, durch Heirat Herzogin von Bourbon
- Konstantin (1716–1778), Landgraf von Hessen-Rothenburg
- Christine von Hessen-Rotenburg (1717–1778), Prinzessin aus dem Haus Hessen, durch Heirat Fürstin von Carignan
- Viktoria von Hessen-Rotenburg (1728–1792), Prinzessin von Hessen und durch Heirat Prinzessin von Soubise
- Maria Louise von Hessen-Rotenburg (1729–1800), Prinzessin aus dem Haus Hessen, durch Heirat Fürstin von Salm-Salm
- Philipp Noll (1742–1808), Maurermeister und Kirchenbaumeister der Region (Oberellenbach 1778, Baumbach und Seifertshausen um 1800). Eine Straße Am Alten Feld trägt seinen Namen
- Hedwig von Hessen-Rotenburg (1748–1801), Prinzessin aus dem Haus Hessen, durch Heirat Herzogin von Bouillon
- Christian von Hessen-Rotenburg (1750–1782), Prinz aus dem Haus Hessen, Domherr zu Köln und Straßburg
- Bernhard Christoph Faust (1755–1842), Arzt, Forscher und Architekturtheoretiker. Eine Straße in der Altstadt und die Sporthalle der Jakob-Grimm-Schule tragen seinen Namen, 2010 Aufstellung einer Büste vor dem Kreiskrankenhaus (Borngasse)
- Wilhelmina von Hessen-Rotenburg (1755–1816), Prinzessin aus dem Haus Hessen, Pröpstin im Stift Essen
- Johann Georg von Schäffer-Bernstein (1758–1838), hessen-darmstädtischer Generalleutnant
- Johannes Stoll (1769–1848), Mediziner und Medizinalbeamter
- Johann Friedrich Kümmel (1770–1825), Königlich Hannoverscher Hof-Ofensetzer
- Christian Carl Wenderoth (1777–1860), Leiter der Schule, Pfarrer und Metropolitan in Rotenburg und Pfarrer in Lispenhausen, seit 1828 Consistorialrat, 1849 zum Ehrenbürger der Stadt ernannt
- Victor Amadeus (1779–1834), Landgraf von Hessen-Rothenburg
- Wilhelm von Verschuer (1795–1837), Abgeordneter der kurhessischen Ständeversammlung, Hessen-kasselscher Offizier
- August von Verschuer (1796–1867), Abgeordneter der kurhessischen Ständeversammlung, Hessen-kasselscher Offizier
- Ernst von Blumenstein (1796–1875), kurfürstlich-hessischer Kammerherr und Oberforstmeister
- Wilhelm Eduard Hyppolite (1799–1878), Tabakfabrikant und hessischer Landtagsabgeordneter
- Christoph Ulm (1800–1874), Kaufmann und Mitglied der kurhessischen Ständeversammlung
- Bernhard von Loßberg (1802–1869), kurhessischer Generalleutnant
- Christian Ludwig Weber (1806–1879), Verwaltungsjurist im Kurfürstentum Hessen, Landrat
- Franz Tonnelier (1813–1881), Landschaftsmaler
- Eduard Wiegand (1815–1877), liberaler kurhessischer Abgeordneter in der Kurhessischen Ständeversammlung und im Reichstag
- Friedrich Bertelsmann (1817–1897), Schriftsetzer und Buchdrucker; Gründer und Herausgeber des Verlages „Rotenburger Kreisblatt“, später Rotenburger Tageblatt
- Chlodwig zu Hohenlohe-Schillingsfürst (1819–1901), Reichskanzler 1894–1900
- Gustav Adolf zu Hohenlohe-Schillingsfürst (1823–1896), deutscher Kurienkardinal
- Franz Vetter (1824–1896), kurfürstlicher Hofgärtner, ab 1891 königlicher preußischer Oberhofgärtner in Sanssouci
- Elise zu Salm-Horstmar (1831–1920), Schriftstellerin
- Franz König (1832–1910), Landarzt in Homberg/Efze, Krankenhausarzt in Hanau, Chirurg in Rostock, Göttingen und Berlin
- Eduard Vilmar (1832–1872), lutherischer Theologe und Orientalist
- Joseph Wertheim (1834–1899), Industrieller und Gründer der Deutschen Nähmaschinen-Fabrik
- Heinrich Bechstein (1841–1912), Orgelbauer
- Josef Ulmer (1844–1915), Politiker (SPD), Abgeordneter in der Bremischen Bürgerschaft
- Conrad Schade (1852–1886), geboren in Dankerode, Tischler, Kaufmann und Unternehmer
- Hermann Gelder (1866–1947), deutscher Apotheker, Pharmaziehistoriker und Graphiksammler
- Moritz Katzenstein (1872–1932), Professor der Chirurgie; eine Straße am jüdischen Friedhof trägt seinen Namen, Aufstellung einer Büste im Dezember 2011 vor dem Geburtshaus Im Zwickel
- Elise Katharina Gimbel, geborene Münscher (1873–1953), geboren in Seifertshausen, Politikerin (KPD) und Abgeordnete des Provinziallandtages der Provinz Hessen-Nassau
- Leopold Neuhaus (1879–1954), Rabbiner in Frankfurt am Main
- Werner Deubel (1894–1949), Schriftsteller
- Hannah Tillich (1896–1988), Zeichenlehrerin, Modell, Malerin und Schriftstellerin
- Ferdinand Hiege (1897 oder 1898–1981), NS-Landwirtschaftsfunktionär, SS-Offizier, Statthalter Heinrich Himmlers im Reichslandwirtschaftsministerium, Stabschef des Reichskommissars für die Festigung deutschen Volkstums
- Wilhelm von Hessen-Philippsthal-Barchfeld (1905–1942), Hauptsturmführer der Waffen-SS
- Helmuth Thomas (1906–1957), Germanist
- Günther Knecht (1909–1995), Verwaltungsjurist, Polizeidirektor in Neuss
- Alfred G. Fischer (1920–2017), deutsch-US-amerikanischer Geologe
- Reimar Hollmann (1921–1986), Journalist und Zeitungsredakteur
- Erich Storz (1927–2016), Musiker und Musikproduzent
- Helmut Hucke (1927–2003), Musikwissenschaftler
- Hans-Ulrich Thamer (* 1943), Historiker
- Angelika Scholz (* 1945), Politikerin (CDU), Abgeordnete im Landtag von Hessen
- Manfred Gruber (* 1951), geboren in Erkshausen, Maler, Grafiker und Bühnenbildner
- Wolfgang Mitsch (* 1955), Rechtswissenschaftler
- Henrik Karge (* 1958), Kunsthistoriker
- Michael Mauer (* 1962), Automobildesigner, Porsche-Designchef
- Uwe Walter (* 1962), Althistoriker, Hochschullehrer
- Annette Kurschus (* 1963), Ratsvorsitzende der Evangelischen Kirche in Deutschland (EKD)
- Reinhard Spieler (* 1964), Kunsthistoriker
- Silke Sinning (* 1969), Sportwissenschaftlerin und Fußballfunktionärin
- Timo Hebeler (* 1974), Rechtswissenschaftler
- Melanie Lahmer (* 1974), deutsche Autorin
- Stefan Neugebauer (* 1975), Koch, mit einem Stern im Guide Michelin ausgezeichnet
- Thomas Thiel (* 1975), Journalist
- Mareike Morr (* 1977), Mezzosopranistin
- Annika Becker (* 1981), Leichtathletin (Stabhochsprung und Weitsprung)
- Alexander Ferro (* 1981), Schlagersänger
- Anita Hopt (* 1981), Schauspielerin, Sängerin (Sopran), Hörbuch- und Synchronsprecherin
- Sebastian Gatzka (* 1982), Leichtathlet
- Dominik Leyh (* 1989), Politiker (CDU), Abgeordneter im Landtag von Hessen
- Fabian Bäcker (* 1990), Fußballspieler
- Martin Weghofer (* 1998), Koch

### Persönlichkeiten, die vor Ort gewirkt haben
- Friedrich Lucaè (1644–1708), Pfarrer und Verfasser der Chronik „Das edle Kleinod an der Hessischen Landeskrone – Amt Rotenburg“, Hofprediger in Kassel (ab 1676), Metropolitan in Spangenberg (ab 1694), Oberpfarrer der Jakobi-Kirche in Rotenburg an der Fulda (ab 1696)
- Karl Christian von Gehren (1763–1832), reformierter Geistlicher in der Stadt
- August Vilmar (1800–1868), Pfarrer und Lehrer in Rotenburg (1824–1833), Professor an der Marburger Universität; Straßenbezeichnung: Vilmarstraße als Abzweig Am Alten Feld in Rotenburg an der Fulda
- Jakob Wilhelm Georg Vilmar (* 1804 in Solz; † 1884 in Melsungen), Pfarrer der Hessischen Renitenz, Pfarrer in Rotenburg (1830–1851), Metropolitan in Melsungen; Straßenbezeichnung: Vilmarstraße als Abzweig Am Alten Feld in Rotenburg an der Fulda
- Heinrich Eisenach (1814–1891), in Rotenburg als Kreisphysikus und Sanitätsrat tätiger Naturkundler, Zoologe und Botaniker
- Alfred Klauhold (1818–1890), Staatsanwalt am Obergericht
- Johannes Gelder, seit 1855 nachweisbar, Braumeister, Besitzer einer Lagerbierbrauerei; Stadtrat, Hauptmann der Freiwilligen Feuerwehr, (kath.) Kirchenvorstandsvorsitzender[41]
- Paul Scheffer (1877–1916), deutscher Maler, der die „Rotenburger Mappe“,[42] geschaffen hat, das sind elf Steindrucke mit Ansichten von Rotenburg an der Fulda
- Gustav Adolf Hauert (* 20. Februar 1896 in Fermersleben/Magdeburg; † 9. Oktober 1988 in Rotenburg an der Fulda), Lehrer, Schulrat, Schriftsteller, Heimatdichter, Sozialdemokrat seit 1920 in Rotenburg an der Fulda; Förderer des Jugendherbergswerkes, des Schauspielvereins Rotenburg an der Fulda, Vorsitzender des Heimat- und Verkehrsvereins Rotenburg an der Fulda, Mitbegründer des SPD-Ortsvereins Rotenburg an der Fulda; Teile seines lyrischen Nachlasses und die Theaterstücke mit allen Aufführungsrechten gingen an die Stadtverwaltung Rotenburg an der Fulda (Archiv der Stadt), sein Wohnhaus in der Altstadt diente zur Einrichtung des SPD-Vereinshauses Rotenburg an der Fulda
- Gustav Kilian (1897–1960), von 1934 bis 1939 Bürgermeister von Rotenburg an der Fulda
- Peter Zirbes (1898–1988), deutscher Maler, der in Rotenburg wirkte und starb. Nach ihm ist der Zirbes-Brunnen in der Rotenburger Altstadt benannt.
- Georg Ellenberger (* 26. Juni 1906 in Bad Hersfeld; † 1. Dezember 1983 in Rotenburg an der Fulda), Kaufmann und Kommunalpolitiker, 1946–1966 im Stadtparlament Rotenburg an der Fulda; 1972 Ehrenbürgerrecht für die zahlreichen Verdienste um die Stadt Rotenburg an der Fulda
- Dieter Noeske (1936–2020) war ein deutscher Orgelbauer.
- Walter Wallmann (1932–2013), Oberbürgermeister der Stadt Frankfurt am Main, Bundesminister für Umwelt, Naturschutz und Reaktorsicherheit (1986–1987), Hessischer Ministerpräsident (1987–1991), Richter am Amtsgericht in Rotenburg (1966)
- Günter Schabowski (1929–2015), Journalist und Politiker, Mitglied des ZK der SED und des Politbüros, Redakteur der „Heimatnachrichten“ (1993–1999) in Rotenburg
- Armin Meiwes (* 1961), Computertechniker, bekannt geworden als „Kannibale von Rotenburg“, nachdem er einen Menschen getötet und Teile der Leiche verspeist hatte.